# ロリータ・ファッション
ロリータ・ファッションは、1990年代以降に日本で流行したファッションスタイルのひとつ、または、それを中心とした社会現象、その愛好者たちによる主義・思想である。ロリィタとも。
少女のあどけないかわいらしさ、小悪魔的な美しさを表現したスタイルであり、欧米文化 への憧れと想像力をエンジンに、懐古的でありながらも全く新しい日本独自の解釈を加えた、ティーンを中心としたストリートファッション である。日本だけではなく、諸外国からも注目を集めている。ロリータ・ファッションは「大人の少女服」と形容されることもある。

## 概要
ロリータ・ファッションは東京や大阪などの日本の都市部で2000年代に急増した、過剰に華やかで、膨らんだスカートに象徴される少女的な志向のストリートファッションのことであり、ひときわ目立ついでたちのために、ストリートファッションの中でも特別な存在感を持っている。バロック、ロココ、ヴィクトリアンといった確実な歴史の記録と、少女時代に憧れたお姫様の物語のイメージが混在しており、ロリータ衣装道楽 では「欧米とは宗教文化も生活様式も違う日本だからこそ、リアルとフィクションをない混ぜにして、自由なスタイルを編み出すことができた」としている。
ロリータ・ファッションは本来、自分本位なものであり、女性のおしゃれの基準は、男性の評価によるところが大きいという見方もあるが、ロリータは人の評価や世の流行は意に介さず、ただ自分の好きな服を着るのがロリータである。が、現在では多くのブランドが立ち上げられ、着こなしにも幅が出るようになり、ブランドそれぞれの個性が発揮されながらも、そこには1つの「様式」が定まりつつあるという。
「ロリータ衣装道楽」や「ロリータ衣装道楽II」は、その様式と法則性について考え、定番的なアイテムを例にとりあげつつも、「一通りの「様式」に目を通した上で、あえてそれを破ってみることもおすすめします。」と記述している。
主に白・ピンクを基調とした、幼児的なフォルム、フリルやレースなどが過剰にあしらわれた、西洋のお伽噺の世界から抜け出してきた「お姫様」のような前近代のヨーロッパの少女のドレスのデザインにも似たスタイルを指すが、嶽本野ばらのようにガーリーファッションもロリータ・ファッションに含めて使用する人もいる。また、ロリータブランドのアイテムを少しだけファッションに取り入れたり、ロリータブランド以外のアイテムを組み合わせたコーディネートもあり、「ロリータ衣装道楽II」では部屋着（アンダーウエア、ナイトウエア含む）を中心にロリータ・ファッションの愛好家の好みそうなものを紹介している。カジュアルラインのアイテムを発表するロリータ・ファッション・ブランドもある。
また、ロリータの愛好家の間にだけ強く共有されている、独特の「ロリータ文化」 が存在しており、それがロリータと他のストリートファッションムーブメントを峻別している。
ロリータ・ファッションはその外見のインパクトのためしばしば好奇の目で見られ、メディアにも取り上げられている。ロリータ・ファッションのユーザーの洋服への熱意を掬い取るような雑誌は2000年を境に急増しており、またインターネットによっても手軽に調べることができる。

## 名称の意味
「ロリータ」の語源はウラジーミル・ナボコフが1958年に発表した同名の小説に登場する、中年の文学者に一目惚れされ、それを翻弄する12歳の美少女ドロレス・ヘイズの「ドロレス」の愛称（短縮形）の一つである（作中ではドリー、ローなどとも呼ばれている）。
またこの作品に由来して、「10代前半位の少女に特別な感情を抱く人」をロリータ・コンプレックスと呼ぶこともある。このドロレスという少女は少女期特有の妖しい魅力を持った魔性の少女であり、中年の文学者ハンバート・ハンバートを翻弄し、破滅に導く。
ナボコフはロリータの定義を年齢的に幼く（10代前半位）、言動や容姿が小悪魔的でコケットリーなニンフェット（ニンフ）でなければならないと細かく定義したが、日本において「ロリータ」という言葉は、ニンフェットとはほぼ逆の「実際はもう大人なのに、童顔ゆえに幼く魅せている女性」か「本当にまだエロスの欠片も身体に宿していない少女」を指す。
嶽本野ばらはロリータを語る際は、ナボコフの定義したロリータと、そこから派生し裏返ってしまった日本独特のロリータの解釈を整理しておかなければ論点がどんどんずれていき、混乱してしまうとしている。そのため、嶽本は日本的解釈のロリータをロリータの基本とすると述べた。しかし、「ロリータ衣装道楽」では「少女の小悪魔的な美しさを表現したスタイル」と説明しており、嶽本本人もロリータの繊細な美しさを好む傾向は陰気な性質からくるものであると説明したり、ロリータには「死」の匂いがするとも語っており、どうやらロリータ・ファッション自体も単純に純粋無垢（イノセント）であるとは言いがたいようである。また、嶽本が著書『パッチワーク』で"ロリータの源流"として紹介しているブランド「MILK」 のディレクター・大川ひとみによれば、MILKのデザインは「女の子だから可愛く、ちょっとポワーンとしていて天使っぽいところに、悪魔っぽいところを持っている女の子のイメージ」または「子供っぽいところを残した艶やかな大人の女性」のイメージで作られており、「天使の皮を被った悪魔」を意識しているという。
性的嗜好としてのロリータ・コンプレックスは「少女（あるいは少年）」そのものに対する性的執着であるが、ファッションとして「ロリータ」という場合は少女趣味的な志向に基づく服装の系統を指す（「ロリータ」の名称との直接の関連性は不明である）。
ロリータ・ファッションとロリータ・コンプレックスの違いは、ロリータ・コンプレックスには性的対象となる魅惑的な少女には「ロリータ」と別に呼び名があり、ロリータ・コンプレックス自体は「ロリータ的美少女を好む人間」を指すが、ロリータ・ファッションは「少女的な志向のストリートファッション」と「少女的な志向のストリートファッションを好む人間」を区別しておらず（あるいは、今のところ区別する言葉がない）そこら辺に違いがあるのかと思われる。
また、小説では少女ロリータは奔放でインモラルな存在として描かれているが、ロリータ・ファッションは過剰な露出をしない など、性に関するストイックさへの執着や、さらに進んで性的なイメージへの忌避が強く感じられるという違いがある（ただ、「ロリータ衣装道楽」の頁109でのロリータブランド・Victorian maidenの説明文に「愛らしさだけではなく、アンニュイな陰りと知的なエロスをも感じさせる」とあり、小説のロリータ程ではないにしても、多少はそういった要素を内包したコーディネートやブランドも存在しているようではある）。また、ナボコフの定義との違いに年齢制限（10代前半位）があるが、これは愛好家のことではなく、「服装のイメージ」だけを指すのならば当てはまり、矛盾はしない（しかし、ロリータ・ファッションの愛好家には中学生や、子供服ブランドである「Shirley Temple」などの延長としてロリータ・ファッションを選び始めたものもいる）。
なお、ナボコフの『ロリータ』はこれまでに2度映画化されているが、最初の映画化作品であるスタンリー・キューブリック監督の1962年版『ロリータ』（脚本はナボコフ自身が書いている）は当時の検問・規制もあってか原作とは雰囲気が異なっており、ファッション性が高く、ロリータを演じた当時15歳の主演女優スー・リオンは原作と違って、ロリータではないものの赤いハート型のサングラスに代表されるキッチュで少女らしさ全開の“ブリブリ系” ファッションに身を固めており、原作とはやや趣の異なるニンフェットを演じている。なお、ナボコフのニンフェットは9歳から14歳までの一部の少女のことであり、15歳はニンフェットには入らないはずである。実際、作中で15歳になったロリータをハンバートが疎んじているシーンがある。しかし、作中ではロリータは12歳から16歳の頃まで描かれるため、小説全体を通してみるならば、役柄としては一応当てはまっている。なお、1995年3月16日の『日本経済新聞』は当時日本で流行していた原色系のロリータ・スタイルとこのキューブリック版『ロリータ』は共通していると指摘している。また1995年当時は、イギリスのShampooという2人組のアイドルグループがこのキューブリック版『ロリータ』を彷彿とさせる少女的なカラフル&キッチュなファッション、甘ったるいボイスで反社会的なパンク・ロックを歌い、注目を集めており、日本的独自解釈のロリータに近い活動をしていた。もっとも、当時のHMV心斎橋店によれば甘ったるい声とスタイルは共通するが、音楽的な分類はできないとのことである。
この区別のために、しばしばファッションにおけるロリータをロリィタと表記する場合もある。また、V系音楽の歌詞や、椎名林檎の旧字体を使用する歌詞を好む一部の愛好家が、主にネット上を中心に個性の一環（演出）として旧字体を好んで使用する場合があり、ロリータも歴史的仮名遣でロリヰタと表記する。（「ヰ」は平安中期までは「う」に近い半母音(wi)と母音(i)との結合した音節で、「うぃ」(wi)と発音する文字であったが、後にア行・ヤ行の「い」と混同され、現代では「い」(i)の発音と同音である。なので「ゐ」または「ヰ」は「うぃ」とも「い」とも発音する言葉であり、現在では文法的にも間違いではない）。使用例としては少女-ロリヰタ-23区（ヴィジュアル系バンドの名称）等がある。なお、嶽本野ばらの著作に『ロリヰタ。』が存在しているが、これはロリコンとロリータ服を題材にした物語であり、ロリコンとロリータを区別した「ロリィタ」や本来の「ロリヰタ」とは正反対の意味である。
2004年頃から、世間一般ではロリータの名称よりも「ゴスロリ」という表現の方が親しまれており、「ゴスロリ」がロリータ・ファッションの総称のように扱われているが、実際は逆でゴスロリはロリータ・ファッションの中の1種類であり、ロリータ・ファッションの中でも「ゴシック」の要素を含んだもののみを「ゴシックロリータ」と呼ぶとする説がある（しかし、中にはゴシック・ファッションの傍系である、バンドコスから生まれたと主張する愛好家も根強く存在する）。従って、本来は「ロリータ・ファッション」の方が甘ロリやゴスロリを含めた総称であるとする説がロリータ・ファッション・ユーザーの間では有力なようである。
また、単に服装だけを「ロリータ」と指して言うだけではなく、「私、ロリータなんです。」と自己紹介する際にも用いられ、ロリータ・ファッションを好む人間自身を指す言葉でもあり、愛好家のアイデンティティを表現する言葉でもある。

## 発祥と展開
「ロリータ」という言葉に少女性を象徴する概念を付与する用法は、ウラジーミル・ナボコフの小説『ロリータ』に由来する。「ファッション」とは通常、時代や社会的役割、組織など他者からの期待や判断の対象となる場合が多い。だが、その全てをこの「ロリータ・ファッション」は拒絶する場合が多いとされる。なお、ここでいうファッションの定義はそのような服装および現象のことを指す。
小説『ロリータ』で初恋の少女を求め続ける主人公の姿から、少女に纏わる性的空想も含めた広義の少女幻想が注目されるようになった。ロリータが社会全体が抱く少女らしさの象徴としての言葉になっているため、男性の性的空想ではなく「少女趣味」そのものをロリータと言う場合がある。歴史的に見れば、現在のロリータ・ファッションの原型は1980年代中頃にDCブランドから発表され流行が始まった「ドール・ファッション」と呼ばれたものと推測される。当時の代表的なブランドは、現在でもカントリーテイストで知られる「Pink House」、「田園詩」。当時アイドル的で音楽傾向の強い服作りをしていた「MILK」などがある。その後、MILKのデザイナーの1人だった村野めぐみが立ち上げた「Jane Marple」、同じくMILKのデザイナーの1人だった柳川れいが立ち上げた子供服ブランド「Shirley Temple」から生まれた大人向けの姉妹ブランド「Emily Temple cute」などのブランドが加わった。また、ここで名前の挙げられている「MILK」「Jane Marple」「Emily Temple cute」などのブランドは、あからさまにロリータ・ファッションであることを掲げてはおらず、「BABY, THE STARS SHINE BRIGHT」「metamorphose temps de fille」などのロリータ・ファッションと呼ばれる他のブランドと比較しても、その装飾は幼児性を孕んでいるとも、また極端であるとも言えない。しかし、その装飾やコンセプトにロリータ的な精神性を見出すことは不可能ではない。

### 1970年代
1970年に「ロリータの源流」とも言われ、現在「ロリータ・ファッション」と呼ばれる範囲に属しているブランド「MILK」が設立される。原宿にオープンした「MILK」は当初、高価で、また日常着としては非現実的なデザインだったため、主にアイドルのステージ衣装として使われていた。やがて、ミルクを日常着として着るものが現れ始め、嶽本野ばらによれば、この時、ロリータと呼ばれる乙女達とそのスタイルは自然発生的に生まれたという。
しかし、ロリータの火種であったMILKやJane Marple はロリータ達から熱烈な支持を受け、2007年の時点でもロリータ・ファッションの範囲に入ると認識されているにもかかわらず、「それいぬ」刊行当時1998年頃にはロリータブランドと定義されることを拒否していたようである。従って、1998年当時は主にインディーズ系のロリータブランドがロリータ・ブームを担っていた。
嶽本野ばらは同じ「パッチワーク」内の「ガーリーだなんていわせない」において、MILKやJane Marpleがロリータ・ファッションとカテゴライズされることを拒否している事に対し、不満に思っていると記述している。

### 1980年代
1980年代前半に「PINK HOUSE」のデザイナー・金子功が発信する少女的なスタイルが一世を風靡するが、この時期のファッション雑誌を調べた松浦桃によれば、この時期の紙面にはまだ「ロリータ」という表現は見られなかったという。
1985年にMILKから独立した村野めぐみをデザイナーとし、ブランド「Jane Marple」が登場する。以後、ロリータは流行と衰退を繰り返しながら、一部の間で受け継がれていく。
松浦桃は1987年9月号の流行通信(頁20, 21)で「ロリータファッション批判」という記事を見つけているが、この記事にはファッションというよりも「一定年齢に達しているにもかかわらず、装いや振舞いが未だ少女的である女性」への「やんわりとした苦言」が書かれている（どちらかといえば熱烈なファッション批判というよりも、「少女的な特徴を残した若い女性」に対して、大人の女性が教育的にたしなめるような口調で書いているように見受けられる。この記事では「ロリータ少女」の対比として「シックでエスプリのある女のコ」がどういったものであるのかを説明しており、ロリータ少女の幼い言動を大人目線でやんわりと注意しているように読み取れる。）。この記事からは1987年当時、「装いと振舞いに少女的な特徴を残している、一定年齢の女性」を「ロリータ」または「ロリータ少女」「ロリータ・ファッション」と呼ぶ見方が世間一般にあった可能性が読み取れ、いまのようなカテゴリーとして明確に区別された「ファッション」としてのロリータとは大きく異なっている。
しかし、「ストリートモードブック」のインタビューによれば、嶽本野ばらによればロリータスタイルの定義は1980年代からあったという。しかし、当時それを真似たいい加減なブランドや、コスプレに近いようなものが多く出回ってしまい、DCブランドブームが終わった頃にはファッション誌のアンケートでも、同性からも異性からも嫌われるファッションのナンバー1になってしまい、ロリータという表現自体に悪いイメージがついてしまったのだと嶽本野ばらは説明していた。また、「ストリートモードブック」の年表には1987年の箇所に「少女ロリータルック人気」とあり、同じ箇所には「DCブランドの飽和状態・供給過剰によりブーム失速」とあり、嶽本野ばらの発言と一致している。また電通の広告景気年表 の1987年(昭和62年)にも、ロリータルックの流行についての記述がある。これによればロリータルックというものはミニ丈のフレア、女学生風の白い衿、フリルやリボンなどのディテールを持ったスタイルのことだったらしい。
なお、宝野アリカは1980年代の頃からゴシック&ロリータに身を包み、街を闊歩していたそうである。しかし、当時宝野アリカが着ていたような格好にゴシック&ロリータという呼び名はなく、世間的認知もなかったそうである。

### 1990年代
1990年代初頭に入ると、ようやくカテゴリーとして明確に区別された「ロリータ・ファッション」という表現が「女性セブン」(1994年10月26日号(頁26-27))などの雑誌で取り扱われ、世間一般で用いられるようになっているのが読み取れる。
しかし当時のロリータ・ファッションは、現在のロリータ・ファッションとは大きく異なっており、ロリータタレントのロビンちゃんが着ているような現在のものに微妙に近い「原色系のロリータ」や「子供服(ジュニアサイズ)のようなデザインを10代後半以上の女性が着る」といったものが主流であったらしく、「BABY, THE STARS SHINE BRIGHT」など、現在代表的なロリータ・ファッション・ブランドとして知られる一部は、既に活動を開始していたが、こうしたブランドが提唱するスタイルはまだ一般に知られていなかった（現在のロリータ・ファッションのスタイルが固まったのは、ロリータ・ロビンちゃんが活躍した1994年頃である）。
また、こうしたスタイルを好む女性と仲が良い男性も一緒にこうした「子どもスタイル」にしているケースもあり、現在のロリータ・ファッションの女性と対になる男装の王子系や、ゴシックファッションの男性、嶽本野ばらがしているような格好ともかなり違ったものであった。
その流れと並行し、英国のブランド「ヴィヴィアン・ウエストウッド」が1980年代後半にアンダーバストを極端に細くしたクラシックなテーラード・ジャケットや、コルセット、19世紀風のクリノリンスカートをミニ丈に仕立てた「ミニクリニ」スカートをロンドン・コレクションで発表している。

### 2000年代以降
それまでに日本においてロリータ・ファッションは発展をみせる。

#### 下妻物語
嶽本野ばらの小説『下妻物語』は2004年に映画化され、映像メディアで初めて「ロリータ・ファッション」を大きく取り上げた作品であるが、当時のロリータ・ファッションを愛好しているものたちの間でも議論を巻き起こした作品でもある。「セカイと私とロリータファッション」によれば、「「下妻物語」のイメージこそが「ロリータ」だと思われることに対する不満の声と、「下妻＝ロリータ」程度の認識であっても、一般の人に「ロリータ・ファッション」というジャンルを知ってもらうことのメリットを重視する声の二派に分かれ、大論争になった。」とのことである。
小説・映画『下妻物語』中でのロリータ・ファッションとロリータ（以下ロリィタ）の定義は、冒頭で主人公の竜ヶ崎桃子によって語られている。ロリータ・ファッション・ブランド「BABY, THE STARS SHINE BRIGHT」を愛好する彼女は、このファッションを簡潔に言えば「ロココな精神を持つ者」であると語っている。彼女にとってフランスのロココ文化は、彼女の愛する時代、芸術、思想、美学であり、同時にそれを体現することが彼女の生き甲斐であるといえる。この作品中での「ロリィタ」は、いわば彼女の生き方そのもののような存在であり、この物語の主人公がロリィタから見出だしたように、「生産性を持たない装飾過剰さ」「反社会的な享楽性や刹那的な思想を自他ともに感じさせる」という点においては、このファッションと一部のそれを着用する者には、確かに「ロココの精神」を認められると言える。
なお、映画では「ロリータ・ファッション」の実物を深田恭子が着ているが、映画での着こなしについて色々な間違いを指摘する声もあったようだ。例えば、作中で深田恭子が家の中でジャンパースカートをサンドレス（夏場に着るワンピースのこと）のように素肌に直接着ている場面があるが、ジャンパースカートの造りはブラウスなど他の衣類の上に合わせて着なければならないようにできている。
しかし、服装自体は、ロココの時代以外の装飾が施されていることが多い（甘ロリやクラロリといったロリータ・ファッションのスタイルは、ヴィクトリア朝時代の貴族の子供服がモデル（原型）になっている）。そのため、実際のロリィタは必ずしも「ロココな精神を持つ者」「ロココの復刻」であるとはいいがたく、著者である嶽本野ばらはエッセーなどの他作品で「ロリィタの定義は個々により違うものであり、明確な定義はない。」というようなことを述べている。これらはあくまでも竜ヶ崎桃子にとっての「ロリィタ」の定義であり、ロリィタの定義は必ずしも「ロココ」でなければならない訳ではなく、実際に現実のロリィタがそうであるとは限らないともされている。
「下妻物語」自体は桃子が「友達がいる／いないが気になる」という悩みを克服していく普遍的なテーマを持つジュヴナイル小説の形態をとっている。しかし、この映画ではジュブナイル小説にはつきものの、主人公の不安な心を導く存在が、普通は動物や年配の「同伴者」や「助言者」なのだが、桃子にとってそれは「お洋服」なのである。桃子がロリータ・ファッションにみせる執着は、過酷な現実からの逃避のレベルを越え、「お洋服」が現実をサバイバルしていく同志となっている。しかし、全てのロリータが作中の桃子のような台詞を毎日唱えながらドレスを選んでいる訳ではなく、ほとんどのロリータは好きなお洋服と共にありたいという愛着のみでロリータを身に纏っている。
著者の嶽本野ばらは実際にロリータ・ファッションを着用している愛好家 であるが、この作品自体はフィクションである。BABY, THE STARS SHINE BRIGHTなど実在のブランドや下妻市などの地名は登場するものの、この作品に登場するロリータは実際の「ロリータ・ファッション」のごく一部に過ぎない。
また、ロリータ・ファッションの愛好家は一致団結することがあまりなく、他者よりも自分の「好き、嫌い」を優先的に考える傾向にあるため、オタク（コスプレ）やギャル（姫系）などの「隣り合うカルチャー」 に対する意見も個人により大きく異なり、バラバラである。その特徴はファッションの好みにも反映されており、「どんな要素が多いか。」「どういったテイストを加えるか。」といったファッションの好み も個人差が激しく、映画「下妻物語」同様、このWikipedia内に書いてある内容も実際のロリータ・ファッションのごく一部に過ぎないことを留意しておく必要がある。
この映画の公開された2004年に初めてアダルトビデオやアダルトゲームでゴシックロリータを題材にしたものが発売され始める。

#### 海外展開
2009年より青木美沙子が外務省によってカワイイ大使に任命され海外にロリータ・ファッションを広める活動を行い、評価を得てゆく。2013年2月、福岡県福岡市に世界初のロリータ・ファッションの協会である「日本ロリータ協会」が設立され、青木が同協会の会長に就任する。
中国のウェブサイトHOKK fabricaは2015年7月4日の記事で、基本的なロリータ・ファッションを守りつつ、ヒジャブに飾りやフリルをつけ、スカートの下にズボンをはくなどしてイスラムの教えに従ったアレンジをしたムスリム・ロリータというジャンルが、欧米在住のムスリム女性を発端として誕生したのを紹介した。

## ロリータ・ファッションの特徴
ロリータ・ファッションの特徴について松浦桃の『セカイと私とロリータファッション』では次の3つが挙げられている。
1. 少女性を主張・強調するようなデザイン。（レース、リボン、フリルなどのモチーフを多用する）
2. レーシング（編み上げ）やスカートの中にパニエを入れて膨らみを作るなど、前近代のヨーロッパのデザインを取り入れたもの。（機能は完全に同じとはいえない）
3. 大人サイズではあるが、スタイル全体のイメージが10代の少女の印象にまとまるもの[34]。しかしこれらの特徴も時期によって少し異なる。また、モチーフにはサクランボやイチゴなどの果物、薔薇などの花柄（ロリータ・ファッションでは薔薇柄の服がよく登場する）[11]、小鹿やプードルといった動物、クッキーやケーキなどの菓子、ハート形、王冠、お姫様や妖精など童話も用いられる[11]。ロリータは動きやすさよりも、愛らしく見えることだけに集中したような装いであり、「お姫様・お嬢様」への憧れや魅力を感じさせる服装でもある。

### コーディネートの特徴

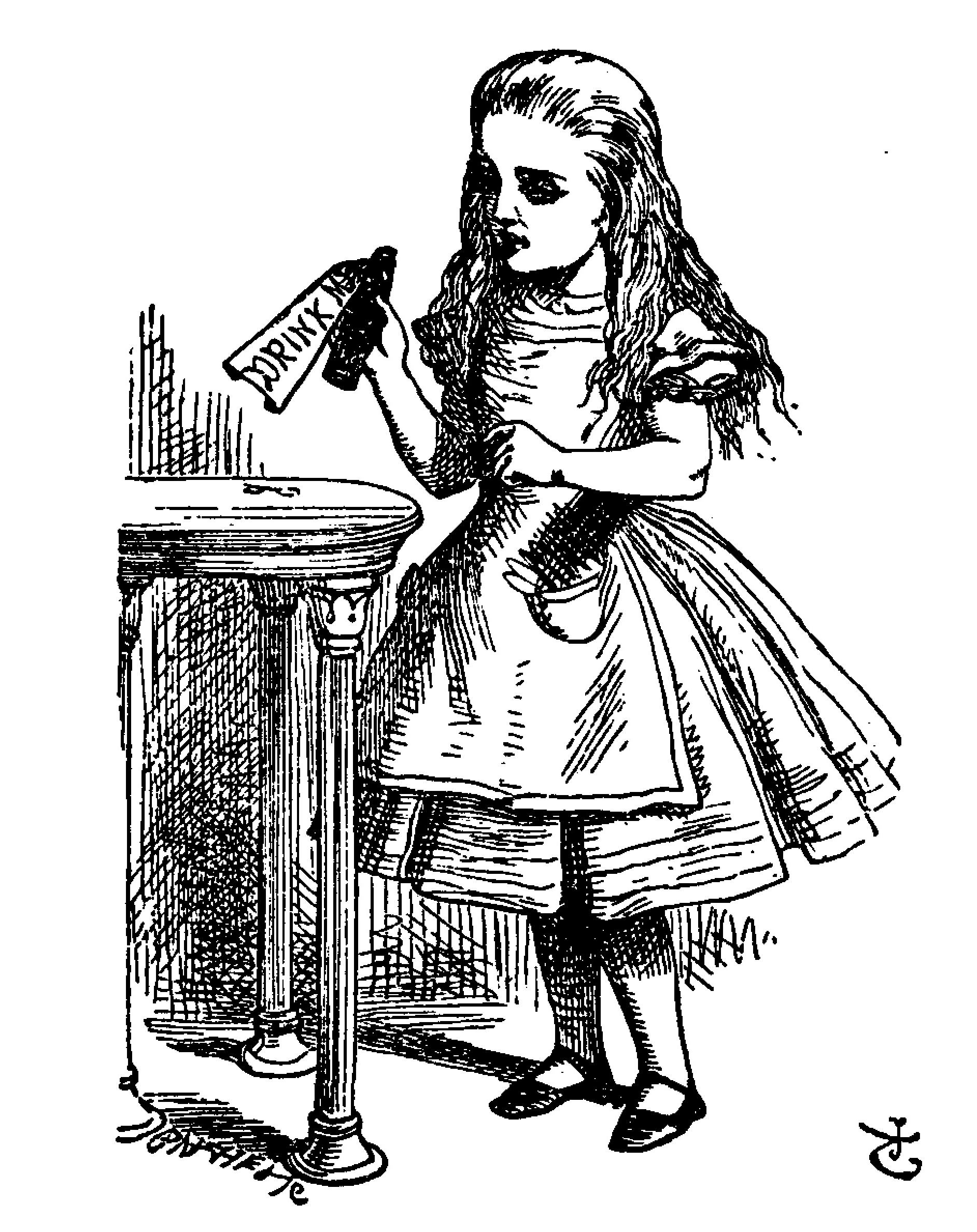
アリス

#### 服装
ロリータ・ファッションにおける基本の一枚はジャンパースカートであり、そこに丸襟ブラウスをあわせるのが定番コーディネートである。ジャンパースカートは、普通素肌に直接纏わないで、他の衣類の上に重ね着するものである。ロリータ・ファッションにおけるブラウスの基本色は、白・黒・生成の三色である。ジャンパースカートのほかにもロリータ・ファッションではバッスルスカート、ギャザースカート、フレアスカートなども用いられる。ロリータ・ファッションは通販で購入する場合もあるが、ロリータ・ファッション・ブランドの多くがワンサイズで展開しており、デザインがかわいくても自分のサイズに合わないことがあるため、こうした店舗に通える人はまず実物を見てから、必ず試着した方が良い。基本的にロリータ・ファッションは、ロリータブランドで全身を統一した方が安定感がある。パニエをスカートの下に履くと、普通のコートだとスカートが入らないことが多い。従って、冬場はロリータブランドで売られているコートを買うかどうか検討する必要も出てくる。また『不思議の国のアリス』のアリスのイメージからドレスやスカートの上に重ねてはくエプロンスカートもロリータ・ファッションで用いられる。エプロンはコケティッシュでかわいらしい雰囲気が出るが、エプロンには強いヴィジュアル・イメージがあるため、アニメコスプレと間違えられやすい難点がある。

#### アンダーウエア
スカートの下にはパニエを着用してボリュームを出し、さらにパニエによって膨らんだスカートから下着が見えるのを防ぐためにドロワーズを穿く。なお、釣り鐘型のスカートにパニエを履くと、スカートが常に上がった状態になってしまうことがある。ロリータは盗撮に狙われやすく、駅の階段などで下から覗かれることもあるため、釣り鐘型のスカートの下にドロワーズとブルマは必ず履いておいた方がよい。
パニエはロリータの必須アイテムであり、ロリータ系のスカートは裏地にチュールを使い、ラインが拡がるデザインになっているものが多いが、絵本のお姫様のようにロココ調に膨らませるためにロリータが用いるのがパニエである。パニエには様々なボリュームのものがあり、長さ、色、デザインや素材なども多彩である。しかし、パニエを仕込んだスカートはかさばるため、電車の席に座ると隣の人に迷惑がかかってしまうという弱点がある。パニエは普通スカートの下に一枚重ねるものだが、慣れた人はデザインに合わせて何枚か重ね履きすることもある。初心者におすすめのパニエは、オーガンジーやシフォンのようなやわらかい素材でできたパニエで、色は白が良いとのこと。ドロワーズも同様に白が初心者向けである。
ドロワーズはロリータの象徴的なアイテムである。ドロワーズやパニエは下着として使用されるが、膝下丈のスカートのものならば外出時に、スカートの下に装着して、裾からフリルの付いたドロワーズを覗かせるという使い方もある。また、嶽本野ばらによればドロワーズの露出はお下劣にならず、クラシックな清楚さを感じるという。ドロワーズの裾をスカートから見せて、ノスタルジックな雰囲気に浸るのも良いが、抵抗のある人はよく履くスカート丈に合わせて、ちょうどいい長さのものを選ぶと良い。これら、スカートの丈は可愛らしさを出すため膝辺り（ミディスカート）までがほとんどであるが、エレガントで大人びたイメージを出すロングスカートが選ばれることもある。また、嶽本野ばらはロリータスタイルに挑戦してみたいが、抵抗のある大人の女性に向けて、コルセット・ドロワーズ・パニエなど、少しだけロリータなアイテムをワードローブに取り入れることを提案している。
また、ミニ丈のスカートには、ドロワーズよりも丈が短めで、ウエストと裾口がゴムで締められたブルマ（ロリータ・ファッションにおけるブルマは、ドロワーズの丈をそのまま短くしたような感じであり、いわゆる体操服のブルマより優雅で古典的なデザインをしている）が向いている。

#### ヘアスタイル
前髪はまっすぐに切りそろえられたものがロリータらしいヴィジュアル・イメージを作るのに最も効果的であり、薄くて長い前髪よりも多めに作ったものの方が人気がある。ヘアスタイルは、顔の横にかかる髪を、短くまっすぐに切りそろえたストレートヘアーの姫カットが、ロリータの間では定番化しており、またブロッキングした毛束を細いヘアアイロンで巻いたゴージャスな縦ロールは、ロリータのあこがれである。他にもカーリーヘアや、ウェービーヘア、三つ編み、または三つ編みを輪の形に整えたもの、ツイストヘアなどがある。ショートヘアはあまりロリータには向いていないとされるが、もしする場合は、やはりすいて軽くしたりせず、重いシルエットを作るようだ（しかし、ロリータはヘアスタイルにおいても個人の好みが反映されるため、ゴシックやパンク寄りのスタイルを好むものの中には、ウルフやシャギーを取り入れランダムに仕上げる人もいるようである）。ウィッグはこれまで縦ロールのような再現が困難な髪型や校則などで髪が染められないなどの理由で使われることが多かったが、近年はよりコーディネートの完成度を高めるために使用する人が増えた。また頭には大きなリボンのついたカチューシャやコーム、ヘッドドレス、ボンネット、ミニハット、ティアラなどを着用する。
ロリータに人気の高い髪色は金髪（ブロンド）、黒髪（ブルネット）、茶髪（ブラウン）である が、最近ではピンクや水色などインパクトの強い色も流行している。

#### 足もと
靴下は、主にフリルやレース付きの長いハイソックス、オーバーニーソックス、アンクルソックス（足首）、タイツを履く。ソックスは白、黒、横縞などの柄、アーガイルチェックなどの格子模様が多い。その下に履く靴は、おでこ靴、ストラップシューズが基本であるが、他にもウッドソールの厚底靴、バレリーナシューズ、レースアップブーツなどを履く。

##### 夏の足もと
ロリータ・ファッションではサンダルや素足はあまり好まれていない。理由はボリュームたっぷりの装飾的な服に対して、足もとにだけ生々しい違和感が出て、涼しげというより「履き忘れた」ように見えてしまうからだそうである。そのため「ロリータ衣装道楽」では「肌を出さない方法で夏らしい足もとに仕上げましょう。」としている。サンダルは統一感に欠けるが、どうしても素足にしたい場合は「セカイと私とロリータファッション」では「洋服もサンドレス的な軽装にし、編み上げなどがあしらわれた可愛らしいミュールを合わせるとバランスよく上品にまとまる。」と書いている。が、同書でインタビューを受けた他の愛好家が「ミュールは中途半端に見える」と言っているため、ロリータ・ファッション全体ではサンダルやミュールは嫌われている模様である。

### ロリータ・ファッションのイメージソース

#### イメージソースとなる時代・風俗・文化
部屋着に重点をおいた「ロリータ衣装道楽II」では、ロリータのイメージソースとなる時代の風俗・文化に、バロック、18世紀ロココ時代、19世紀ヴィクトリアン時代といった欧州の様式・風俗のほか、日本の大正時代 などを挙げている。
また、フランス・イギリスなどの国名もいくつか挙げており、フランスの貴族の休日の過ごし方や、イギリスのアフタヌーンティーなどの風俗についても語られている。

#### ロリータのイメージソースとして扱われている作品
さらにロリータのイメージソースとして扱われている作品に、「ロリータ衣装道楽II」ではローラ・インガルス・ワイルダーの「大草原の小さな家」とその続編「大草原の小さな町」、イーニッド・ブライトンの児童小説「おちゃめなふたご」シリーズを紹介している。「ロリータ衣装道楽」では定番であるジョン・テニエルの「不思議の国のアリス」「鏡の国のアリス」をはじめ、アニエスカ・ホーランド監督の映画「秘密の花園」の主人公メアリーを紹介しており、映画冒頭でメアリーがキャミソールとドロワーズ姿に着替えるシーンがあり、それが真似したくなる程のかわいらしさであるとのことである。映画「秘密の花園」は嶽本野ばらも「それいぬ」の中で「F式・秘密の花園」と題してその魅力を語っており、嶽本野ばらによれば一応原作の体裁をとっているが、あくまでそれはアリバイであり、（野ばらは『「そんな穿った見方をして」と叱られるのかもしれません。』と言いつつも）随所に象徴的オブジェや、フロイト的フェティシズムがちりばめられており、特に最後のシーンは、意味深でバタイユや金子国義が好きな「夜想」派乙女向きの作品であると感想を述べている。

##### 少女の登場する童話
少女の出てくる童話は、ロリータ・ファッションのイメージソースである。最も愛されているのは「不思議の国のアリス」で、「不思議の国のアリス」がロリータのお手本的な存在になっている理由は、ディズニー版アニメやテニエルの挿画などで、ヴィジュアルイメージがはっきりと定着しているためではないか、とも言われている。アリス以外には、白雪姫、シンデレラ、ラプンツェル、赤ずきんなど色々なお話が好まれているが、ロリータが童話に憧れる理由は、童話の中に隠された裏側の意味や、ロマンチックな夢の中に潜んだ、陰りとエロティシズムを魅惑的に感じているからではないか、とも言われている。

##### 『アリス』
嶽本野ばらは価値観の異なるロリータの間でもなぜか流儀は違えど全てのロリータがこよなく愛するものが奇跡的に存在しており、それがルイス・キャロル著の「不思議の国のアリス」であると語っている。しかし、嶽本野ばらによればアリスはロリータのバイブルではなく、本の内容よりも、ロリータの関心を引いているのはマクミラン社から出されたオリジナル版の「不思議の国のアリス」に付けられたジョン・テニエルによる挿絵の方であり、テニエルの描いたアリスは一人歩きし、様々なグッズとなって世の中に出回っており、アリスの熱烈なコレクターになるロリータは多いそうである。ロリータに支持されるテニエル、ディズニー、金子國義が描いたテイストの異なるそれぞれのアリスを、嶽本野ばらは三大アリスと名付け、自身も収集している。『アリス』がロリータに好まれる理由について嶽本野ばらは中原淳一、金子國義、ルイス・キャロル（テニエルではなく？）などが描く少女像は明らかに女性の人権を無視しており、そんな幻想を世の乙女たちは馬鹿にしているが、あまりにも完璧すぎる男性からの要求は、ディスコミュニケーションが顕著であればあるほど、乙女たちはそこにスレイブとしての自分のアイデンティティを確保することが可能となり、逆に何の躊躇いもなく作品に共感できるのだという。
また、ALI PROJECTの宝野アリカも幼少期より「不思議の国のアリス」を耽読し詩作の霊感源にしていたという。宝野アリカはアリスが自分と一字違いであったということの他にも、「ナンセンス世界の奇妙な登場人物たちに魅かれ、拙い想像力でもってファンタジーという言葉さえ知らぬまま不思議の国に彷徨い、そして何よりも他の物語の子供たち（例えば小公子のセドリックや小公女のセーラなど）のような良い子とは違う、どこか自分本位でちょっぴり我が儘で、おかしなことばかり言うアリス」にこれまでにない魅力を感じたとのことである。また、宝野アリカは70年代にはアリスの絵本や本を買い漁り、水色のエプロンドレスを自ら縫い、縞の靴下を履いて黒のワン・ストラップの靴で、髪を出来うる限り伸ばしリボンを巻き、どうやら無自覚的にひとりコスプレを楽しんでいたようである。また宝野アリカによれば「少女の「始まり」はアリス」であり、「現在ゴシック&ロリータと呼ばれる少女達の文化も、ここはら端を成すのではないかと思えば、その深層に銀の匙を掬い入れるころは容易いのではないだろうか。混同されがちなコスチュームプレイとの相違も顕著にされるだろう。」と書いた。宝野アリカも、嶽本野ばらも、「不思議の国のアリス」などの童話を児童書、子供向けと見下しておらず、そこに隠された隠喩や、政治的な意図、真意などを大人目線で考察している様子がうかがえる。また嶽本野ばらは「それいぬ」において、「メルヘンとファンタジーの違い」について書いており、そこで彼は大島弓子の少女漫画「綿の国星」を子供向けの安易なメルヘンではなく、チビ猫の視点で世界を再構築した重厚なファンタジーであると書いている。

#### その他のイメージソース
嶽本野ばら「それいぬ」の「博物館とお葬式」によると、嶽本野ばらにとってロリータは常に死と向かい合わせなものであり、野ばらにはロリータの赤い大きなリボンも、フリルのブラウスも、ぬいぐるみも、全ては死の象徴のように感じるという。野ばらはロリータの好む傾向にあるアイテムは全て生のフェイクであり、棺桶の中のフィクションであると言い、ロリータが憧れているのは本物の死ではなく観念的な死であると「博物館とお葬式」内で語っている。

## ロリータ・ファッションの種類

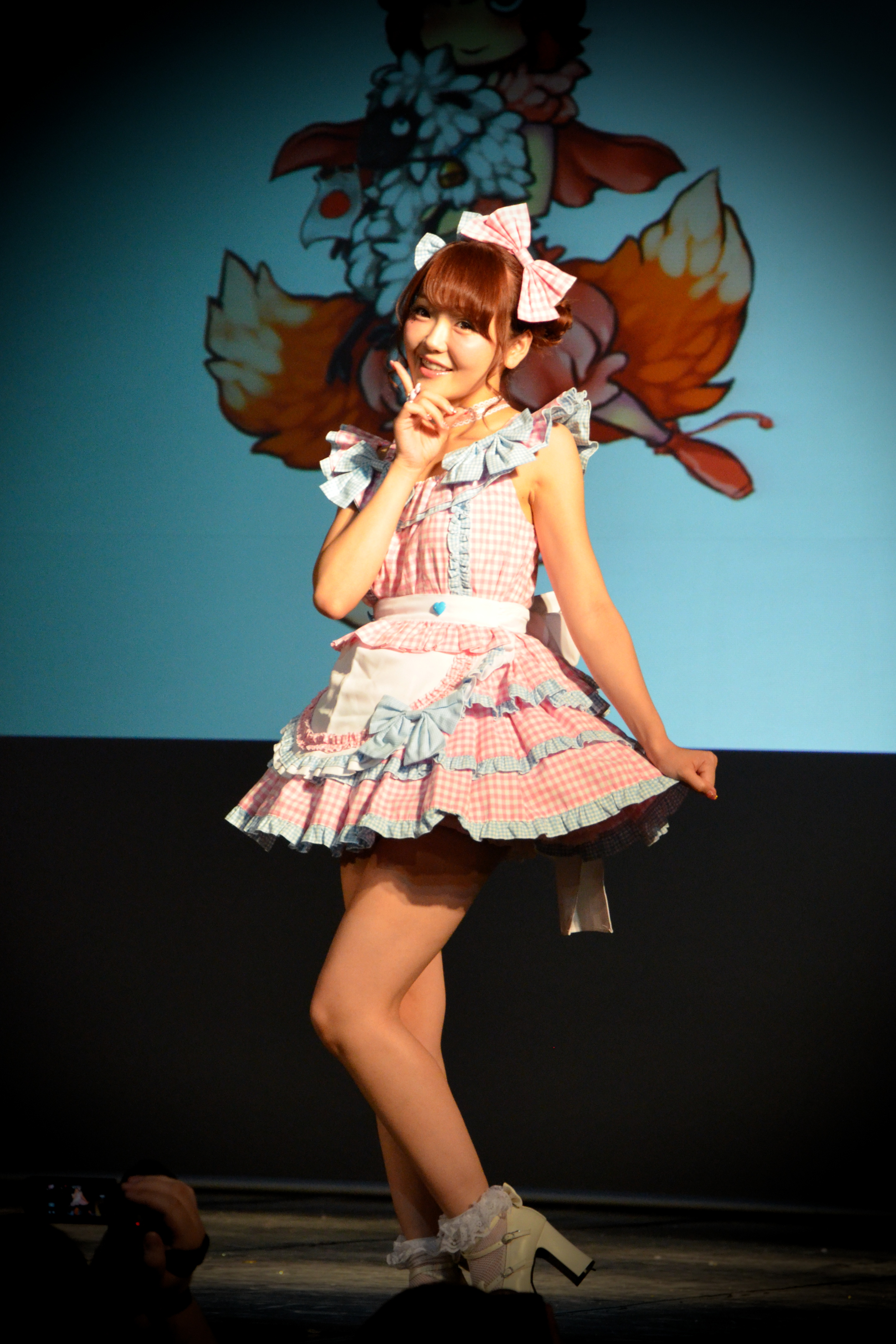
ロリータ・ファッション

近年、ロリータ・ファッションは急速に一般への認知度を高めたと同時に、内部ではカテゴリーの細分化が進み、愛好者の間でも定義づけが難しい状態になっている。これについて「ロリータ衣装道楽」は「それは音楽のジャンルと同じであり、個人の主観によって定義も変わる、つまり着る人の気持ちしだいとも言える。」と書いている。また、「ロリータ衣装道楽」はロリータのカテゴリーの意味や定義について「人によっては微妙な違いがわからず、自分のスタイルが思っているのと違うカテゴリーで形容され、複雑な思いをすることも多いでしょう。また、カテゴリーの定義に忠実であろうとして、コーディネートに頭を悩ませる人もいるかも知れません。いずれにせよ、『自分が好きと思える格好をすること』がロリータの真実ですから、あまり神経質にならず、装いを純粋に楽しむことが大切です。」と述べている。このファッションは現在、着用する個人の嗜好に伴い細分化され変遷している。種類が拡散しているため、ロリータ・ファッションの対象は膨大なものとなり、リストアップする意味も薄れている。

### 代表的な種類

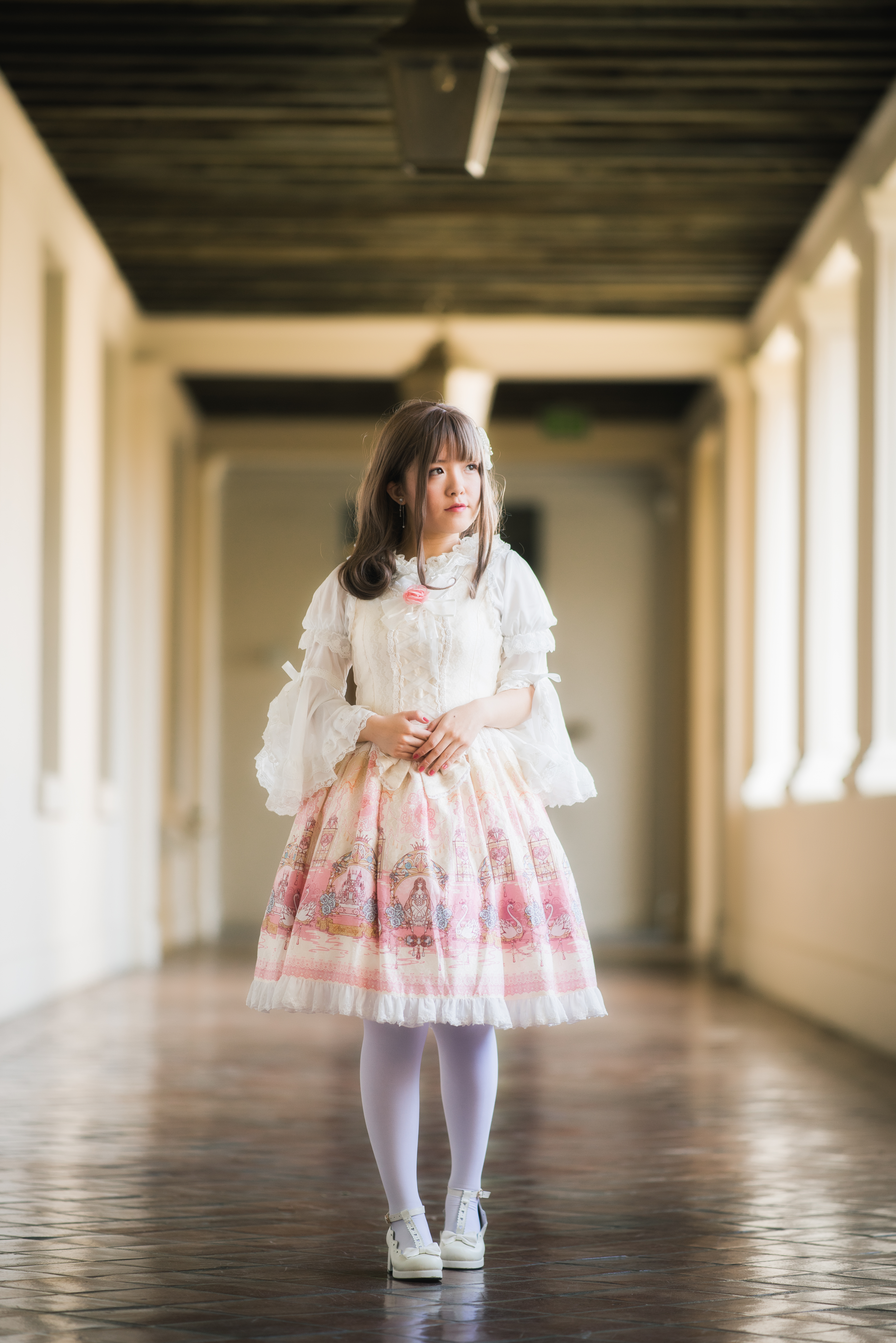
クラシカル系ロリータ

甘ロリ (Sweet Lolita)
お姫様のように甘くキュートなロリータ・ファッションのことで、「かわいくあること」という王道に徹底したスタイルである。アマロリとも。アイテムのラインナップも赤やピンクなど、カラフルで華やかなものが多い。「ロリータ衣装道楽」によれば、恐らくは「ゴスロリ」のジャンルが誕生し、「ゴスロリ」という言葉が一人歩きし始めた頃に、その対極にあるスタイルを定義づけるために発生した言葉ではないか、と記述されている。甘ロリの中でもベースになっている色によって「白ロリ」「ピンクロリ」「黒ロリ」などに分けられる。つまり、ゴシックの要素のない白ロリ・黒ロリは、広義では甘ロリに含まれることになる。「Angelic Pretty」「BABY, THE STARS SHINE BRIGHT」「metamorphose temps de fille」などが代表的なブランドとされる。ロリータの基本形であるジャンパースカートにフリルブラウスの典型的なロリータを「コテロリ」と呼ぶこともある。
小説「下妻物語」の主人公もこの甘ロリである。
ゴスロリ (Gothic Lolita)
「ゴシック・アンド・ロリータ」の項も参照のこと。ゴスロリとはゴシックの要素を取り込んだロリータ・ファッションのこと。ゴシックロリータ、ゴスロリ系、ゴシック&ロリータ とも。メインカラーは黒で、クロスやコウモリ、スカルなどの定番モチーフ、修道女やヴァンパイヤを思わせるデザインが多く見られるが、チェリーなどの可愛らしいモチーフを取り入れた黒ロリに近いデザインのものもあり、黒ロリとの境界線は曖昧である。19世紀イギリス風の様式美と童話に内包される怪奇性を融合させる。退廃的かつ少女的なスタイル。元々西洋に存在していたゴシックファッションが日本のロックシーンに流れ込み、聴衆である少女たちに消化されて生まれたスタイルとも考えられている。「下妻物語」で桃子が着ているようなロマンチックなピンク色などの明るい色のドレスは、愛好者の間ではゴスロリとは呼ばれない。
姫ロリ / 王子ロリ (Princess Lolita & Ouji Lolita)
姫ロリとは、甘ロリをお姫様風にドレスアップしたロリータ。
ギャルからの人気が高い。しかしギャルのする姫ロリは露出度が高く、正統派のロリータから嫌われていたり、反対している者も存在する。ギャルっぽくならないためには露出度を減らし、髪を盛ってもあくまで上品に着こなし、振る舞う必要がある。従って、素足などの露出はよくない。
王子ロリとは、ボーイッシュに作られたロリータ・ファッションのこと。男性というよりも少年を意識したデザインである。
クラシカル系ロリータ (Classic Lolita)
単に「クラシカル系」ともいわれる。甘ロリよりも落ち着いた雰囲気のファッションであり、一般的に考えられているロリータ・ファッションよりもシンプル。1950年代のお嬢さまのようなファッションを多少甘めにしたもの。フリルやレースは控えめで、スカート丈はひざ下が多い。代表ブランドは「Victorian maiden」「Juliette et Justine」「Mary Magdalene」「Innocent World」「Millefleurs」など。「エレガントロリータ」とも。
ロリータパンク (Lolita Punk)
ロリパンクとも。パンクファッションの意匠を取り入れたロリータ。フェミニンな中にチェーン、安全ピン、スカルや囚人服のようなボーダーなど反社会的なイメージのモチーフを取り入れたファッション。ライブなどで見かける。（2006年の時点）。
代表ブランドは「MILK」と「Vivienne Westwood」である。「Vivienne Westwood」はパンクバンド「セックス・ピストルズ」の衣装に端を発したパンクファッションを流行させたが、1980年代中頃からそれまでのラディカルなパンク路線からヴィクトリアンスタイルのウエストを極端に細くしたテーラードジャケットや、コルセット、19世紀中頃から後半に流行した釣鐘型のクリノリンスカートをミニ丈に仕立てた「ミニクリニ」を発表するなどヨーロッパの伝統美との融合を追求し始めた。日本には1970年代後半に上陸したが、この流れはアイドル的な可愛らしさの中にちょっぴり刺激的な要素を加えた原宿のブランド「MILK」に似ており、この両者を皮切りにロリータパンクと呼ばれるカテゴリーが確立した。ロリータパンクに取り入れられたのは、タータンチェックやジップ、安全ピンなどの王道モチーフで、メロコア層に愛好されたスケーターファッションは全く含まれていない。また、ロリータ衣装道楽によればロリータパンクは1990年代中期にメロディック・パンク、メロコアと呼ばれる音楽ジャンルが登場し、パンクが再び脚光を浴びた際に、日本でファッションとしての「ロリータパンク」が流行したことがあり、特に歌手のJUDY AND MARYはその象徴的存在であったという。一般的に考えられるロリータ・ファッションのドレスアップとは対極にあるようなアイテムを取り入れている。
和ロリ (Wa Lolita)
和装をロリータ風にアレンジしたレトロで耽美的なファッションスタイル。
ナチュラルロリータ (Natural Lolita)
ナチュロリとも。ナチュラル系ファッションや森ガールファッションの意匠を取り入れたロリータ。代表ブランドは「MiELette Tautou」。

### 色のバリエーション

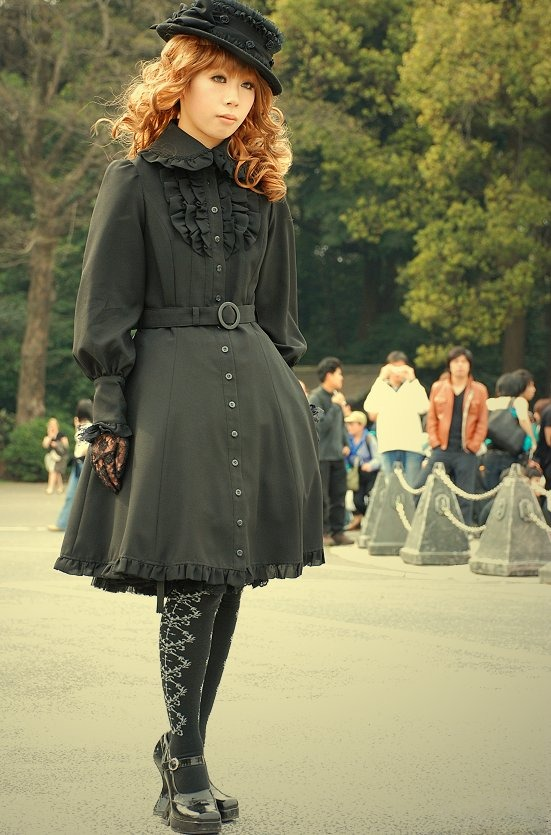
黒ロリ

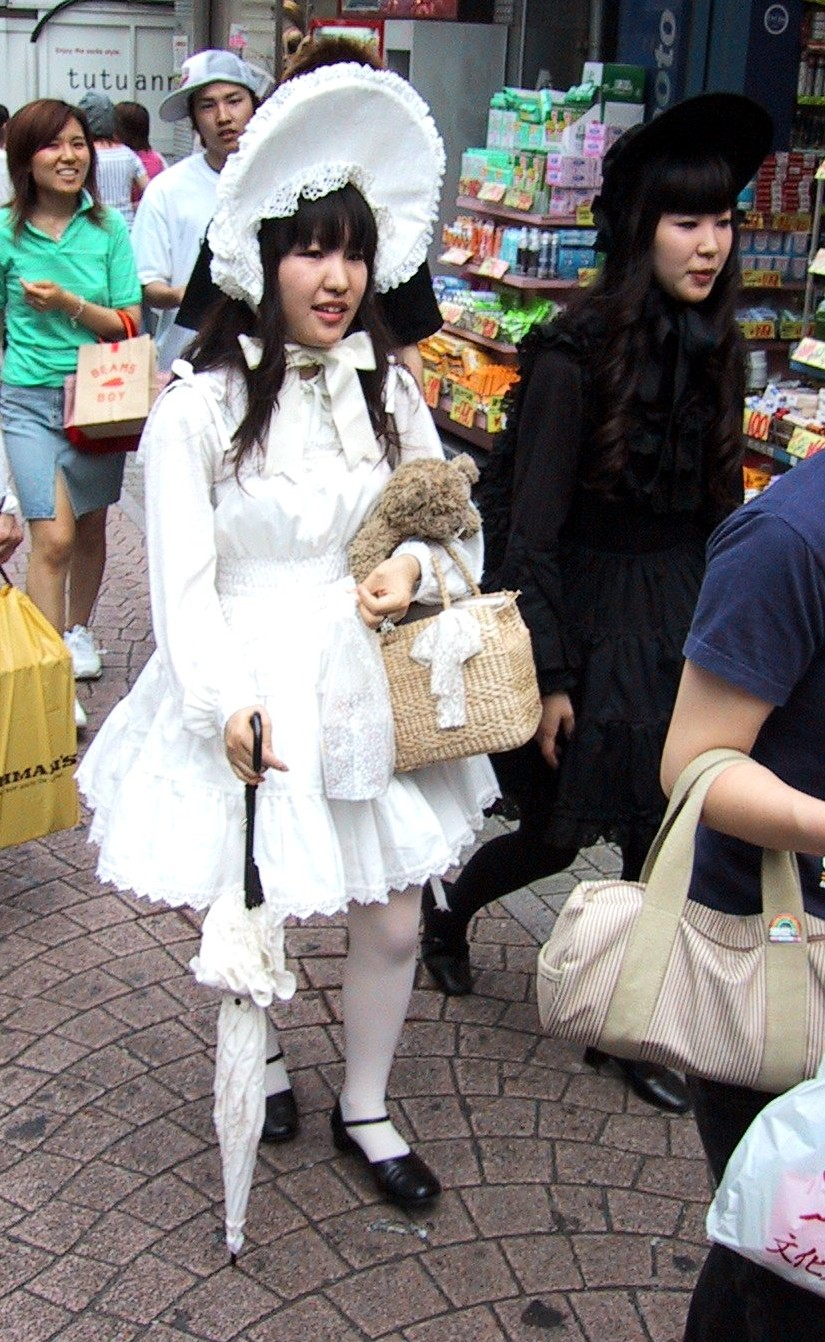
左側の女性は愛らしいテディベアのぬいぐるみを持っているので、白ロリと推測される。右側の女性がゴスロリなのか黒ロリなのかは不明であるが、彼女のヘアスタイルは縦ロールと呼ばれるものである。ゴスロリと白ロリ・黒ロリは見た目には微妙な違いしかないため、判断や区別は難しい。

ロリータ・ファッションにおける色のバリエーションは多様にみえるが、定番色が存在し、紺色や黄色などの服は個性的だが数が少なく、また純粋なロリータという雰囲気は薄まるそうである。ロリータでは白・黒・赤・ブラウン・サックス・ボルドー・ピンクが定番色として主に使用される。
白ロリと黒ロリ
ロリータ・ファッションにおいて、重要な色は白と黒であり、白を基調にしたロリータ・ファッションを白ロリと呼ぶ。白が好まれるのはどんな色と合わせても相性がよく、きれいにまとまりやすいためである。そのため、白はベーシックな色として扱われる。しかし、全身白のコーディネートは華やかにみえるが、とても目立つのでTPOを考える必要があり、また、白い服は手入れも大変なようである。白ロリは甘いながらも楚々として上品な雰囲気になる。生成は漂白していない糸や布による、黄色みを帯びた白のことだが、白よりも温かみがあるため、アンティークな雰囲気をもった服とは好相性であり、白と違い、黒と合わせてもきつい印象にならない。
一方、黒は白の対比として好まれるが、ただ着るだけでは陰気な感じになり、きつく見え、さらには黒はゴシック風の着こなしを好む人間に愛されており、ゴスロリと区別しがたく、ロリータ・ファッションでは明るい印象の柔らかい色や可愛らしい柄との組み合わせや、軽やかさのある素材を選ぶことで甘い雰囲気を壊さないようにしているようである。なお、黒を基調にしたロリータ・ファッションを黒ロリと呼ぶが、黒ロリとゴスロリの違いはゴシックの要素を含んでいないという点である。しかし、「ロリータ衣装道楽」によると外見だけでは微妙な違いしかわからないという。それでも、黒ロリという言葉には、「黒いけどゴスじゃない」という愛好家からの強いアイデンティティの主張が感じられるとも記述されており、また、同じ甘いデザインでも、黒ロリには甘ロリにはない、シックでアンニュイな雰囲気があるという。
サックスロリ
サックスロリのサックスとは、春夏物のロリータ服によく見られる、はっきりとした水色のことを言う。愛好家の中には、ディズニー版「不思議の国のアリス」のような、サックスブルーのワンピースにボーダーのニーソックス、白いエプロンのコーディネートでアリス風にすることもある。
ピンクロリ
ピンクロリは、文字通りピンクのロリータのことを指すが、ロリータ・ファッションではペールピンクや、ベージュやグレーがかったピンクが好まれており、鮮やかなオペラピンクや青みを帯びた濃いピンク、白に近いピンクはギャル系の服に多い色であり、下品に見えてしまう可能性があるという。ピンクは夢見るように甘く、ロマンチックな雰囲気で、心理学的にも女性らしさを高めてくれる色であるが、コーディネートにおけるピンク色の選択はとても難しいもので、ちょっとした違いで上品にも下品にもきまってしまいやすい。
赤ロリとボルドー
赤ロリとは赤を基調にしたロリータのことであり、赤い色はロリータでは一年を通して愛される色であるが、赤と似た色であるボルドーは秋冬物の差し色に使われる、熟成したワインのような赤紫色のことであり、甘くキュートな赤ロリにはない、しっとりした重厚感とあでやかさがある。また、気高くも退廃的な妖婦（ヴァンプ）の色でもあり、赤よりもドレッシーに見えるが、一歩間違うと安っぽく野暮にもなるという。なお、赤ロリは白ロリと同じく目立つ色であるが、ロリータ衣装道楽では赤のイメージからか「自信をもって元気に着こなすようにしましょう。」とのことである。
ブラウン・紺色
秋冬になるとブラウンのロリータが売られるようになる。ブラウンはアンティーク風やクラシック風のロリータ服に向いている。紺色は定番と呼べるほどいつでも出ている色ではないが、ロリータ衣装道楽によると金髪との相性がよく、ぜひトライして欲しいオススメの色とのことである。

#### 靴の定番色
ロリータ・ファッションにおける靴の定番色は、服に比べるとさらに少なく、黒・ブラウン・赤・ピンク・白といった範囲のものがブランドでは主流である。中でも黒と白は汎用度が高く便利である（靴下も同様に、黒と白の汎用度が高い。）。靴の色は、服と同じか似たような色か、または、服の中にポイントで使われている色と合わせるのが基本である。

#### ロリータ・ファッションのコーディネートにおける色の基本・特徴
ロリータ・ファッションのコーディネートではあまり色を多用せず、同じ色か、一色の濃淡（同系色）で全体をまとめるのが基本とされているようである。ロリータ衣装道楽では、そういった基本を破ることは悪いことではないと記述している一方、あまりアバンギャルドなことをするとロリータ度も薄まり、「かわいい」という大前提から逸れてしまえば、ロリータ・ファッションではなくなってしまうとも記述されている。そのため、慣れるまではコンサバティブにしておく方が無難であるとしている。
また、雑誌などでは、モードを意識してか破戒的なカラーコーディネートを見ることがあるが、グラビアは背景も合わせた1つの「絵」として作られているものなので、日常に応用するには難しいスタイルになっていることがほとんどなのだそうである。

### ギャラリー

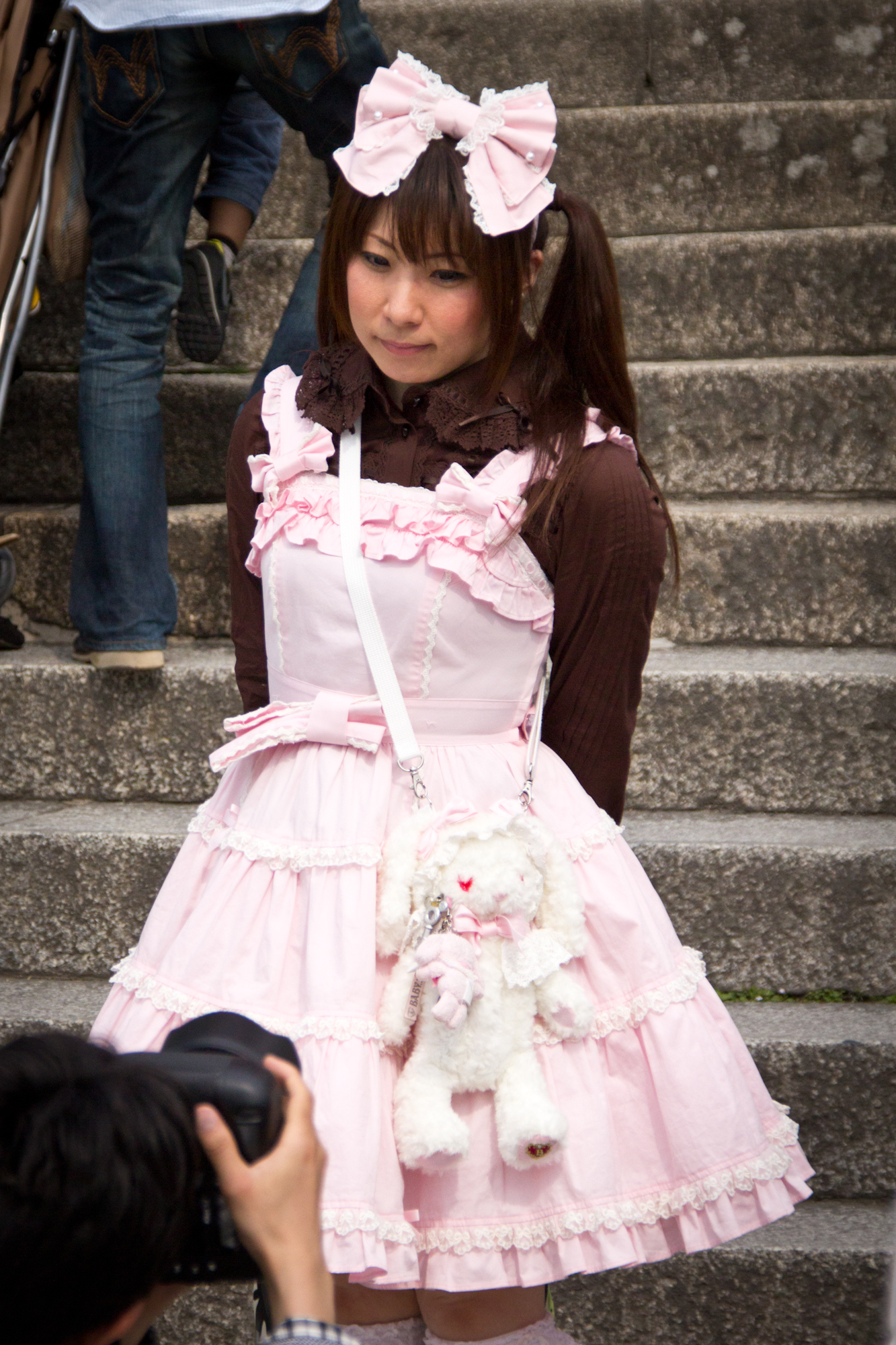
甘ロリ (Sweet Lolita)
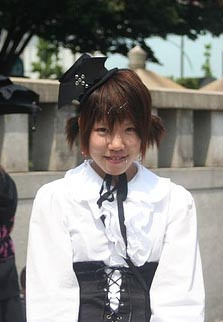
ゴスロリの定番モチーフであるクロス・コウモリを身に着けている[48]。ゴシックロリータでは黒をメインカラーに使うが、白も用いられる[85]。ゴスロリには暗く背徳的な「ゴシック」の要素がある[48]。
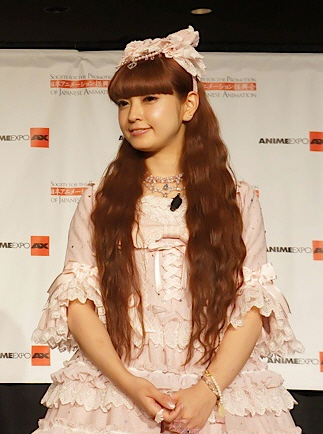
姫ロリ (Princess Lolita)
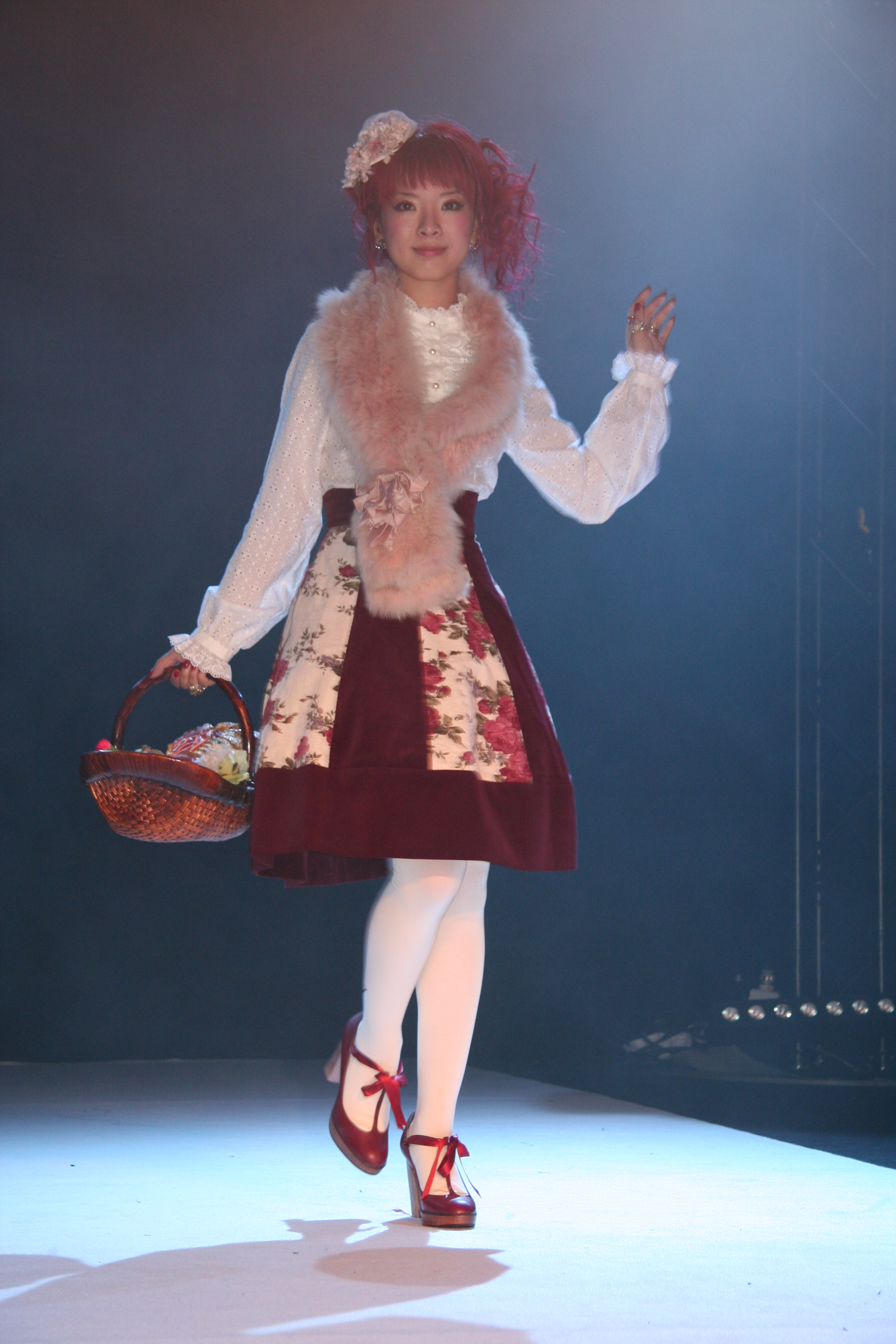
カントリーロリータ (Country Lolita)
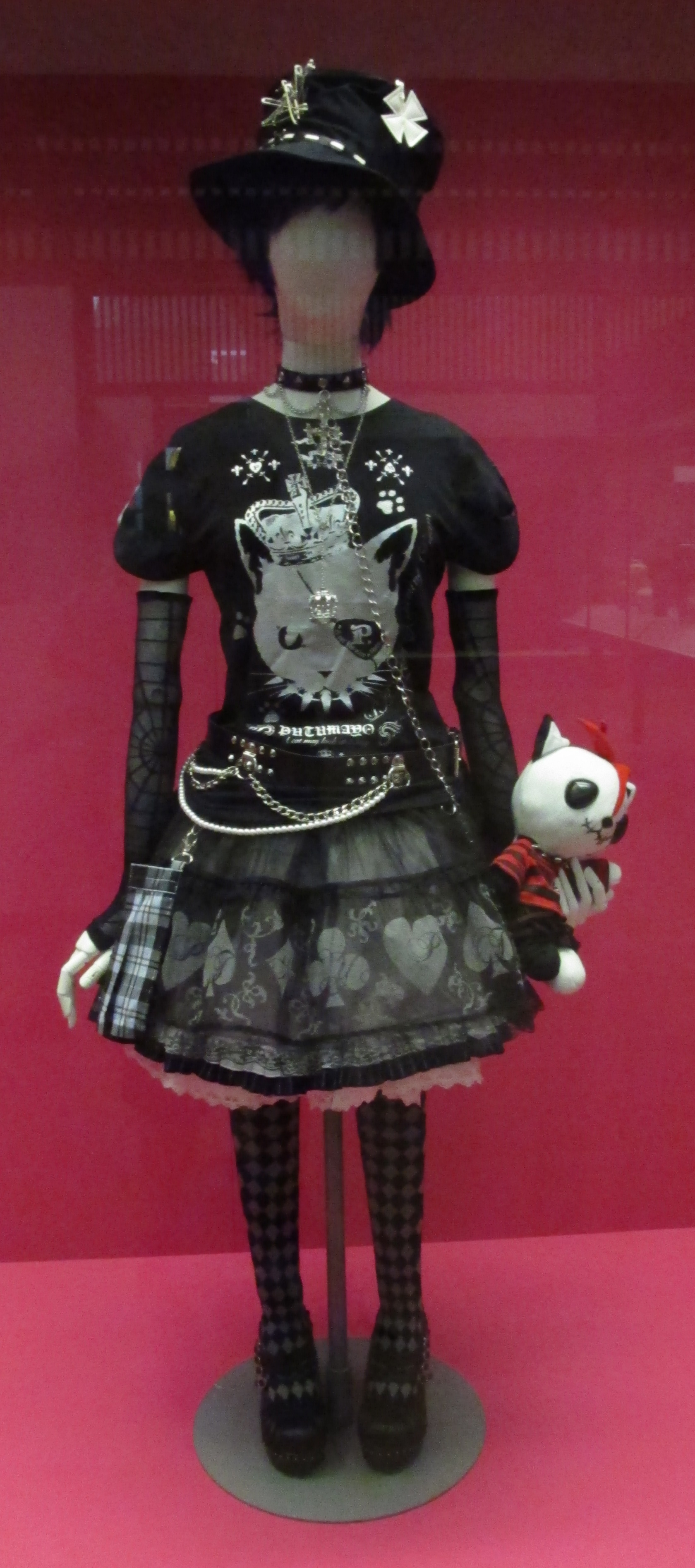
ロリータパンク (Lolita Punk)

## ロリータ文化

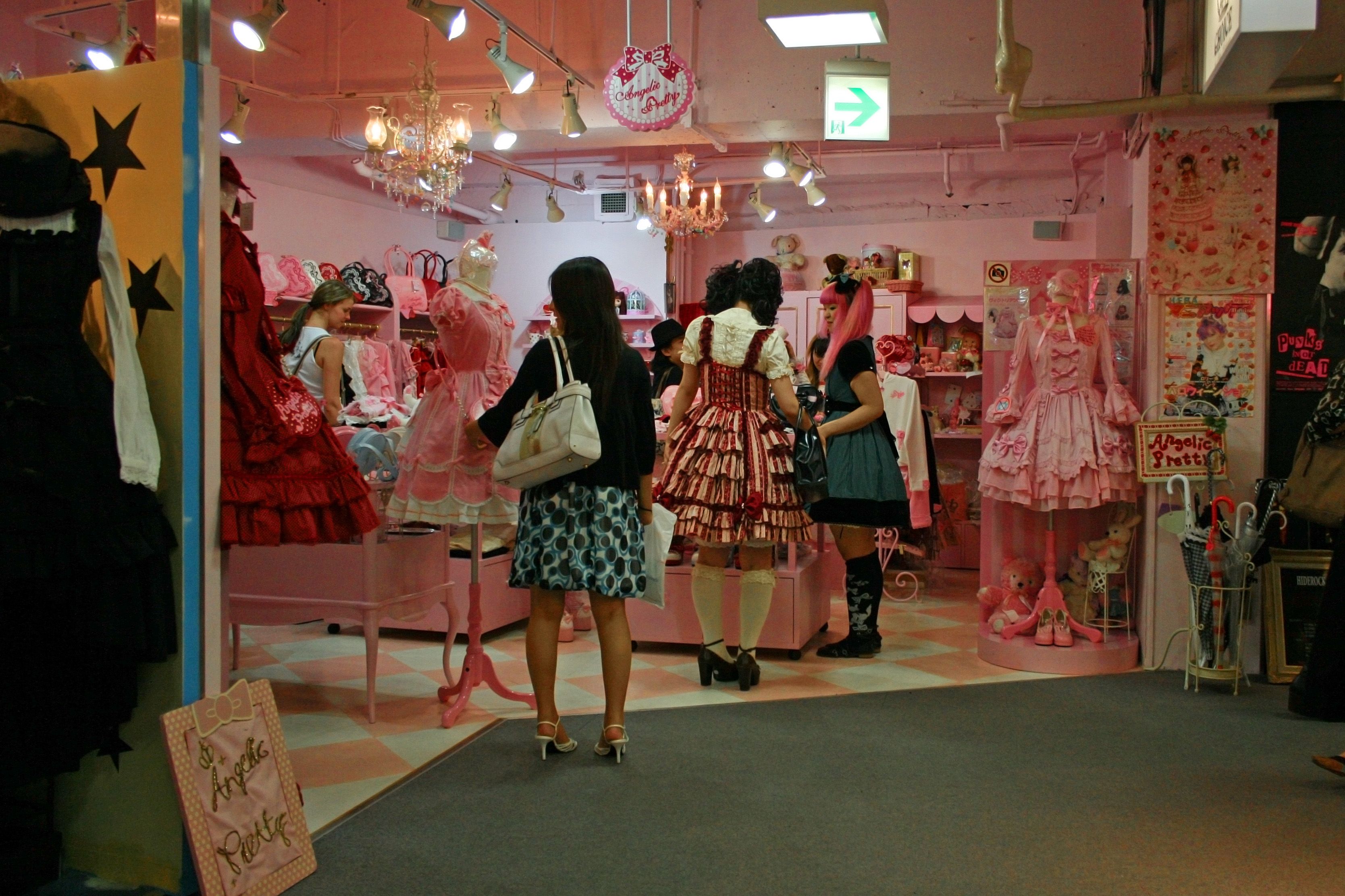
Angelic Pretty原宿店

### ロリータ・ファッションの愛好家
現在「ロリータ」と呼ばれる愛好家やファッションの原型は、1970年代前半から1980年代後半にかけて存在していた「MILK」の愛好家 やオリーブ少女、ナゴムギャルであり、これら「少女」を彷彿とさせるファッションやそれらを好む「少女的」な人々を「ロリータ・ファッション」「ロリータ少女」「ロリータ」と呼んでいた可能性もあるが、当時の「ロリータ・ファッション」という言葉が指していたのは「装いや振る舞いが少女的である」というような大雑把なもので、現在のような「典型的なスタイル」や「様式」はなかった模様である。しかし、嶽本野ばらは1980年代当時からロリータスタイルの定義がちゃんとあったと証言しているので真偽は不明である。
ファッションジャンルとして明確に把握され、区別された「ロリータ・ファッション」スタイルが登場し始めたのは1990年代初頭からと推測される。
一般にも広く知られ「流行」と認識されるようになったのは、1994年と2004年であるが、1994年にロリータロビンちゃんやナゴムギャルにより広まった原色系のロリータ・ファッションのスタイルと、2004年に下妻物語の影響で認知された 現代的なロリータ・ファッションのスタイルは微妙に異なる。
このファッションの亜流ではないかと思われるゴシック・アンド・ロリータファッションには、「ロリータの傍系である」という説と「1990年代中頃にゴシックファッションの影響を受けたヴィジュアル系バンドのバンドコスから生まれた（ゴシックの傍系である）」という2つの説があり、真偽は不明である。しかし「1990年代中頃のバンドコスから派生した。」との説には、大槻ケンヂのように「1980年代からその原型は存在していた。」と「1990年代中頃説」に異論を唱える者がいる（宝野アリカは異論を唱えた訳ではないが、自分自身が1980年代にゴシック&ロリータを着て街を歩いていた、と「人造美女は可能か？」で記述している）。そのためゴスロリはロリータの傍系と思われているが、「ロリータパンク」や「クラシカル系ロリータ」と比較してもゴスロリはロリータの傍系の中では別格扱いされており、愛好家だけではなく一般人からも特別視されているようである（詳細はゴシック・アンド・ロリータの#ストリート・ファッションとしてのルーツを参照）。
また、最近のメディアでは一括りに「ゴスロリ」と称されてしまうことも多々あり、さらに酷い場合には、所謂アキバブームで有名となったメイド服と混同されることもある。ロリータ・ファッションの女性はゴシック・アンド・ロリータやメイド服などのコスプレと混同されることを好まない者が多い。
コスプレとはコスチュームプレイの略語で、仮装によってあるキャラクターになりきる、演じることを指すが、その中でロリータ・ファッションも「非日常への変身衣装」として扱われることがある。コスプレ（コスプレイヤー）用として製造されたロリータ服は「非日常への変身衣装」であり、ファッション性や愛好家の好みよりも、コスプレとしての実用性やコスプレイヤーの好み（コスプレ感覚）が重視されており、そのため視覚的な分かりやすさが求められており、「ロリータ」と分かりやすくするために、実物よりも特徴が大味で極端なデザインが多く、男性の性的嗜好を満足させる類になると、露出も増え、デフォルメが目立ってくる。そのため、ロリータ・ファッションを「非日常への変身衣装」としてではなく、「ファッション」として愛する人間は「仮装」「コスプレ」と形容されることを嫌う。
また慶應義塾大学出版会の「人造美女は可能か？」において執筆者の1人である宝野アリカが、ゴスロリとメイドは別物であり、ゴスロリ愛好者はメイドとの混同を嫌うと説明したことがある。 宝野アリカによればゴスロリ＝コスプレという図式が出来上がってしまったのはメイド喫茶のウエイトレスがメディアで大きく取り上げられた頃からであり、宝野アリカが初めてメイドを見たのはテレビの報道番組特集からであるが、「どこかゴシック&ロリータ風」と言いつつも、猫耳をつけたメイド服の女性がカメラを向けられて猫のポーズをとる姿などを見て、「安っぽいお気楽な妄想と、勘違いとで溢れていた。」「思わず突っ込みを入れてしまいたくなる。」など、当時（2006年頃）かなり動揺していた様子が本の内容からも窺える。また、当時ゴシック&ロリータ少女に、メイドさんとか萌え子ちゃんなどと声を掛ける男性が後を絶たなかったようで、ゴシック&ロリータ達はそういった性的な目線を屈辱的に感じていたようである。
また、「人造美女は可能か？」のシンポジウム で宝野アリカはメイド服で女装 したパネラーの1人である慶応義塾大学文学部教授の荻野アンナに、「人造美女製造者としては、軽々しく男に傅くメイドは認められません。」と発言し、メイドと人造美女である人形は別物であると説明した事があり、男の欲望をそのまま表現するメイドと、自主的に、生身のまま人形を目指すゴスロリ少女とは別物であると話した。また、宝野アリカは「男にとっても、メイド美女より、人造美女を傅かせる方が、よほど密度が濃いはずです」とも言っている。
なお、コスプレでメイド姿と並んで人気があるのが巫女装束だが、朝日新聞出版・神田明神監修の「巫女さん入門　初級編」には現役の巫女にコスプレ巫女についてどう思うかインタビューしている箇所がある。ロリータ・ファッションの愛好家はコスプレと混同されることを嫌うが、巫女も同様にコスプレ巫女と現役の巫女を混同されることを嫌っているようである。神田明神の巫女（をまとめるリーダー）によれば彼女はアニメなどに登場する巫女装束はなんとも思わないが、コスプレをしている人をみると「変な格好をしているな」と違和感を覚えるらしい。しかし、あくまでもコスプレは違って当たり前という認識があり、コスプレ巫女がきちんとした着付けをしている方が、コスプレではなくなってしまうため、「自分たちも、（他者に）そういうふうな目で見られるのではないか」と嫌に感じるそうである。（その一方、正しい着付けのアドバイスをしたくなることもあるようだ。）ロリータはきちんとしていないコスプレ用のロリータ服と自分たちの着ている服が混同されることを嫌がるが、巫女はきちんとしたコスプレをされると混同されるのではないかと心配になるようである。従って、仮にコスプレ用のロリータ服が極端なデザインを辞め、きちんとした造りになったとしても、神田明神の巫女と同じような反応に変わる可能性があり、ロリータがコスプレのロリータ服を嫌っている要因はデザイン性の悪さよりも「「コスプレ用のロリータ」と「実際のロリータ・ファッション」が他者に混同されること」にあるのではないかと思われる。
また、嶽本野ばらは「パッチワーク」でロリータを日常着ではなく「特別な日のためにあるお洋服・晴れ着」と呼んでいる箇所がある。しかし、「Fetish」ではお洒落でもあり正装でもあると説明していたり、あやふやな部分があるようにも見受けられる。
一方、「セカイと私とロリータファッション」の著者・松浦桃は「ロリータファッションもコスチュームプレイもあるロールをなぞる一種の「ごっこ」遊びの性質を帯びたゲームには違いない」と書いており、ロリータもコスプレの範疇に入る「メイドさん」もその洋服をまとって街にでれば「ファッション」になり、「生活」「日常」になるとも書いている。しかし、メイドさんは「特定の屋敷内で働く使用人」という仕事に従事するさいのユニフォームであり、彼女らは「余暇の時間」はメイドではない。なのでメイドさんはロリータよりも非日常的なゲームの要素が強く、ストリートファッションに進出しにくい、と書いている。それに反してロリータは「華やかなドレスを着たお嬢さま」（「お姫様」、「前近代のヨーロッパの少女」という記述もある。）などのより広汎なイメージを持っており、このイメージのあいまいな大きさが、ロリータをファッションにまで拡張することを可能にしていると書いている。
しかし、「ロリータ衣装道楽」は前述のようにコスプレのデザイン性の極端さを指摘し、ロリーファッションの愛好家はコスプレと形容されることを嫌う、と明言している。また、宝野アリカはコスプレの一環としてのゴスロリやメイドについて、「全否定する訳ではない」「彼らの中にも私の歌を聞いてくれる子がいると思えば、姉のような気持ちで見守る寛容さだって持ち合わせている」とコスプレ側に配慮しつつも、「かつての友、アリスの末裔たちこそを愛する」と続け、「インチキナースや制服やアニメのキャラクター衣装と共に売られるゴスロリ服の化繊のレースやごわついた布地に、けして高潔で孤独なる思想は包み込めはしない」と「ロリータ衣装道楽」と同様にコスプレ服のデザイン性の悪さを指摘した。
なので、恐らくはロリータの愛好家はコスプレと形容されることを嫌っているものの、ロリータがコスプレかファッションなのか、それとも「セカイと私とロリータファッション」が言うようにその両方の性質を帯びているのかは愛好家の間でも意見が分かれているようである（電撃文庫・伏見つかさの「十三番目のアリス2」で戦闘メイド・悠里のキャラクター設定を見た電撃の編集が「ゴスロリじゃないじゃん」と発言しており（この作品には九条院アリスといった、ゴスロリ設定のキャラクターが多い。）、結果的には悠里のキャラクター設定は通ったが、2006年頃の電撃文庫編集部内には「ゴスロリとメイドは別物」という認識があった模様である）。
ロリータの愛好家は「萌え」などの異性からの性的な視線に対して冷たい態度をとることがある。理由は、たとえそれが親しい異性であっても、異性の性的な目線からの「それはかわいくないと思うな。」「こっちの方がいいと思うな。」という言葉に、人間は揺れやすいため、ロリータを制限してしまったり、抑圧されたりすることを意識しているからである。また、こういった「異性にもてること」や「学校・勤務先の環境」などの拘束から解き放たれたいという感覚や、自分の意図しない方向性で見る視線が入り込んでくることで感じる、ある種の面倒さのためでもある。これは女性だけではなく男性のロリータ・ファッションの愛好家も感じているようで、例えば嶽本野ばらも著作で「手料理を作る女性」の裏側にある欲望を批判していたり、恋人の好みのファッションや、あまり好きではないのに友達のファッションを真似てしまう人などは乙女とはいえないとも言っている。なお、嶽本野ばらは作中で執拗に直接的な性描写をしているが、これは野ばらがジョルジュ・バタイユの著作「エロティシズム」で書かれた死とエロティシズムの関係に感銘を受け、やや考え方が変わった影響によるもので、意外にも嶽本野ばらは思春期の頃は性への欲望を憎んでいたそうである。また、嶽本野ばらは「Gothic&Lolita Bible vol.1」で元祖ロリータとして戸川純を紹介している。松浦桃によれば、戸川の演じるロリータはいつも性を求めているのだが、それと同時に「純潔」を演じることに対する凶暴性をも秘めている。また、戸川は思春期の少女やアンドロイド、娼婦などのモチーフを繰り返し書いている。また、嶽本野ばらの「それいぬ」には乙女の性欲について書いている章があり、嶽本野ばらによれば乙女にも万人と同じく性欲はあるのだが、立派な乙女の場合、性欲はストレートな形を持って放出されず、現実と観念の狭間で乙女の性欲は迷宮を駆け巡るのだそうである。
主に10代から20代の若い女性が着るファッションと認識されているが、ギャルや、モード系、さらには森ガールなどのロリータ以外の若者服にも見られるように、中には30代から40代、さらにはそれ以上の年齢層の人間も好んで着る場合があり、その場合はクラシカル系ロリータが、派手な装飾が少ないため人気が集まりやすい。
また、ロリータ・ファッションの愛好者は、ロリータ・ファッションを卒業した後も、個性的な服装を続ける場合がよくあり、流行りのモダン着物のような大正ロマンな趣のあるレトロなファッション・ロリータ要素の殆どない純粋なゴシックファッション・ヴィヴィアン・ウエストウッドのスーツなどのトラッドな服装・「マダム」と称されるような、フェイクファーを多用したフェティッシュかつゴージャスな服装・またはエミリーテンプルキュートやミルクのようなロリータ要素のあるカジュアルや、カントリーテーストのピンクハウスに移行しやすい。
また、男性にもロリータ・ファッションの愛好者は存在しており、代表的な人物がMANAや嶽本野ばらである。男性のロリータ・ファッションの愛好者の場合、完全な女装で、なおかつコスプレではなくファッションとしてロリータを楽しんでいる場合と、嶽本野ばらのようにロリータブランドの服を男性向けに着こなしている場合があり、メンズ・スカートを用いることもある。なお、嶽本野ばらは著作「それいぬ」において、自分はよくホモセクシャル（同性愛者）と間違えられるが、れっきとした異性愛者であると書いている（野ばらはそう思われても構わないが、弁明すべきなのか困っていた）。
なお、ロリータ・ファッションの要素を取り入れた子供服も存在するものの、それらはコンセプトの似た系統である姫系や、ピンクハウス同様、別の要素のあるドレスなどにロリータ服の要素を取り入れたものにすぎず、シャーリーテンプルなどに代表されるロリータの要素のある子供服は、ロリータ・ファッションとは形状・デザインの細部が異なり、ヘッドドレスやボンネット等は使用されない。 さらに、一部パーティー用にコスプレ向けの安価なデザインの服を「ゴスロリ着物ドレス」「ロリータ子供服」と称して販売するケースもあり、注意が必要である。そのため、子供服を親が自作するケースもままある。
ピアノの発表会などで少女が着るような服ともされるが、それらはまた服の意匠など細部が異なる。さらには、ビスク・ドールといったアンティークドールのようなファッションであるともいわれるが、いわゆる西洋のビスクドールのドレスはネグリジェのようにウエストを強調しない、ゆったりとしたベビー服が一般的であり、ロリータ服のシルエットとはまた異なる。
また、ロリータ・ファッションのイメージソースは西洋由来のものであるといわれることもあるが、姫カットやパニエで膨らんだ鳥かご型のスカートなどは「それいゆ」などの日本の少女雑誌でも好まれた要素であり、そういった日本の少女雑誌や、大正時代の少女向け雑誌のイラストなども参考にされている可能性がある。
ロリータ・ファッションは様々な少女のイメージが重なって生まれた服装であると言える。

#### 嶽本野ばらによる愛好家の考察
嶽本野ばらは乙女のカリスマなどと呼ばれているが 自分にはリーダーシップはなく、またロリータを先導しようとしても無理であり、ロリータは自分勝手に生きていくもので、自分が納得できないことに対しては全く聞く耳を持たないため、ロリータ同士が一致団結することはあり得ないと書いている。また、嶽本野ばらは同じロリータでも奈良美智の描く少女イラストを「可愛い」と誉めそやすロリータは理解できず、困ってしまうと書いている（可愛いと認めはしないが、奈良美智の描く少女像は「僕の描き出す乙女の姿と酷似している。」と多少は肯定しており、彼の奈良美智に対する嫌悪感は同族嫌悪である、と述べている。）。また、それぞれのロリータが自身の中に自分で作り上げたロリータとして生きるための定義を持っており、ロリータはその定義に従い、これは好き、これは嫌い、これは可愛く、これは可愛くないと様々なものを選別していくのがロリータである。しかし、なぜか流儀は違えど全てのロリータがこよなく愛するものが奇跡的に存在しており、それがルイス・キャロル著の「不思議の国のアリス」であるという。しかし、嶽本野ばらによればアリスはロリータのバイブルではなく、本の内容よりも、ロリータの関心を引いているのはマクミラン社から出されたオリジナル版の「不思議の国のアリス」に付けられたジョン・テニエルによる挿絵の方であると書いている。

#### 『年齢』とロリータ・ファッション
フリル全開、過剰な少女趣味のロリータ・ファッションは、西洋では日本程は支持されていない。理由は、西洋のティーンたちは常に背伸びをするからで、彼女たちは成熟を目指し、可愛いといわれるよりもセクシーと誉められることを望むからであると嶽本野ばらは書いている。

ロリータ系ブランドの顧客は主にティーンであるが、中にはティーンを過ぎても、ロリータを捨てられない者もおり、中にはロリータを装飾過剰でいただけないと思っていた母親が、ロリータの娘の影響を受けて、親子揃ってロリータ・ファッションに嵌ってしまうケースもあるという。なお、年配の女性がギャルやロリータ・ファッションに憧れてしまう理由として嶽本野ばらは「可愛いから」と語っており、難しい思想や主張は存在しないのだという。嶽本野ばら自身も成人した男性であるが、ロリータ・ファッションを愛好しており、親 から批判されているという。嶽本野ばらは西洋の女性が社会人としてのアイデンティティを確保しなければならないと考えるのは立派であるが、洋服を選ぶ際まで社会に就いて考えなければならないのは不自由ではないか、と批判しており、ティーンを過ぎてもロリータ・ファッションを愛し続けるためには自分の感性や価値基準に絶対的な自信と思い入れを持っていなければ難しいとも語っている。また、後のインタビューによれば、嶽本野ばらは若い頃は自分が世間から特別視されているのを理解できていなかったが、大人になってから色々と迫害されてきたことに気付き、母親に「何でこんなになるまで放っておいたの？」と修正しなかったことを訊ねたところ、母親は最初は何度か修正しようとしたが、治らなかったため、「生きてりゃ十分だ」と諦めたそうである（また、嶽本野ばらは「パッチワーク」の「キャリアを越境する自由と意志」の最後で全身PINK HOUSEの年老いたご婦人を誉めている）。
ロリータ・ファッションを始めた年齢は様々だが、最も多く聞くのは、親には「着て欲しくない」といわれることが多いためか、自分の小遣いで服を買い始める高校生から大学生くらいの時期のデビューである。一方で中には身長150cmを越えた頃には既にたくさんのロリータ・ファッションが揃っていた、という人もいるという。
また、ロリータ・ファッションの愛好家には会社員 や、営業事務に携わる人 手作りの洋服の販売を手がける一児の母など、様々な職業の人がいる。

### - ロリ
語尾にロリータのロリをつけたもので、主にロリータ・ファッションの内容だけではなく、「ロリータ・ファッション」を着ている人間に対しての状態や蔑称として使われることが多い。
双子ロリータ
ロリータ友達（ロリ友）とおそろいのロリータ服を着て歩くことをいう。服は同じデザインでも色や小物が微妙に違う。
休日ロリータ・週末ロリータ
ロリータ・ファッションを日常的に着ることができず、学校や仕事のお休みの日だけ楽しんでいる人を「週末ロリータ」「休日ロリータ」と呼ぶことがある。

### ロリータらしいお部屋作り
ロリータ・ファッションの愛好家は「お姫様のようなお部屋」に憧れている人がとても多いが、ロリータに好まれる家具として大抵候補に上がるのは、甘ロリ風の明るくキュートな雰囲気で、ピンク系を差し色に使った、白く塗られたかわいらしい家具か、クラシカル風のシックな深いブラウンのアンティーク調の家具の2種類である。
また、ロリータの憧れとして真っ先に挙げられるのは天蓋つきのベッドであるが、天蓋つきのベッドはせまくて天井が低い部屋には圧迫感があり、思い通りにはいかないことがある。そのため、天井から吊り下げるタイプの簡易な天蓋が重宝されている。
ほかにロリータに好まれやすい家具は、猫足のついたバスタブやチェア、デスク、ドレッサー、クローゼット、シャンデリア、燭台などの照明器具、フリルやレースのついたクッション、カーテン、薔薇などの花柄のシーツカバー、造花を使ったデコレーション、人形、トルソーなどで、ロリータはキュートでポップなデザインのものや、エレガントで優雅なものを選ぶ傾向にあるようである。

## ロリータとガーリー
ガーリー・ファッションとは少女らしさ、可愛らしさを甘すぎず、コケティッシュに、そしてクールにアレンジするのがガーリースタイルである。ガーリースタイルはチノパンにTシャツなどのカジュアルな組み合わせで、どちらかといえば少女の元気さと蓮っ葉さを強調したコーディネートであり、上品な印象を受ける。そのため、普段着として無理がないものが多い。一方、ロリータは服全体にフリルやレースが多用され、普段着としての実用性が低く、着る者にとってはお洒落でもあり正装でもあるが、傍から見れば完全武装に映る。そのため、ロリータには奇異の目が向けられることもあるが、ロリータ・ファッションの愛好家はロリータの華やかな装飾に憧れているため、カジュアルなものだけでは満足できないのである。嶽本野ばら作品に登場する服の大半は、ロリータもしくはガーリーに分類されるが、嶽本野ばらはガーリーとロリータが別物であるという見方に納得ができないと「パッチワーク」に書いている。理由は、インディーズ系のロリータブランドはマイノリティであることを逆手にとって台頭してくるが、MILKやJane Marpleはマイナーで顧客の限られているロリータブランドと一緒にされたくないという意味もあって、1998年頃ロリータと呼ばれるのを拒否するようになったためである。MILKやJane Marpleはガーリースタイルにカテゴライズされたがっているが、嶽本野ばらにはMILKやJane Marpleがガーリーであるとは思えず、デザイナー中野裕通の「ガーリーってロリータと同じだと思うんですよ。男の側から見たらロリータで、女のコから見ればそれはガーリー。」というコメントに同意している。
また、ロリータ・ファッションを着る人たちの多くは、できれば好きなお洋服を、学校や職場にも着ていけたらと考えている。しかし、TPOを初めとする様々な事情でそれはなかなか実現せず、ロリータ・ファッションは主に休日の装いにとどまっている。こういった部分に潜在的な需要を見出し、カジュアルラインのアイテムを発表するロリータ・ファッション・ブランドもある。

### 関連人物

#### 著名なロリータ・ファッションの愛好家
- 青木美沙子

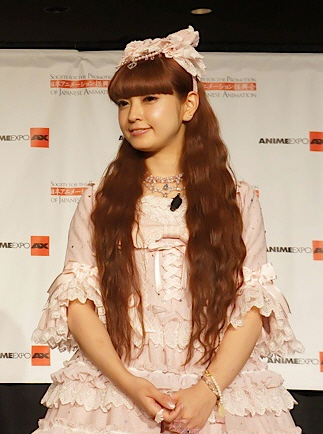
青木美沙子

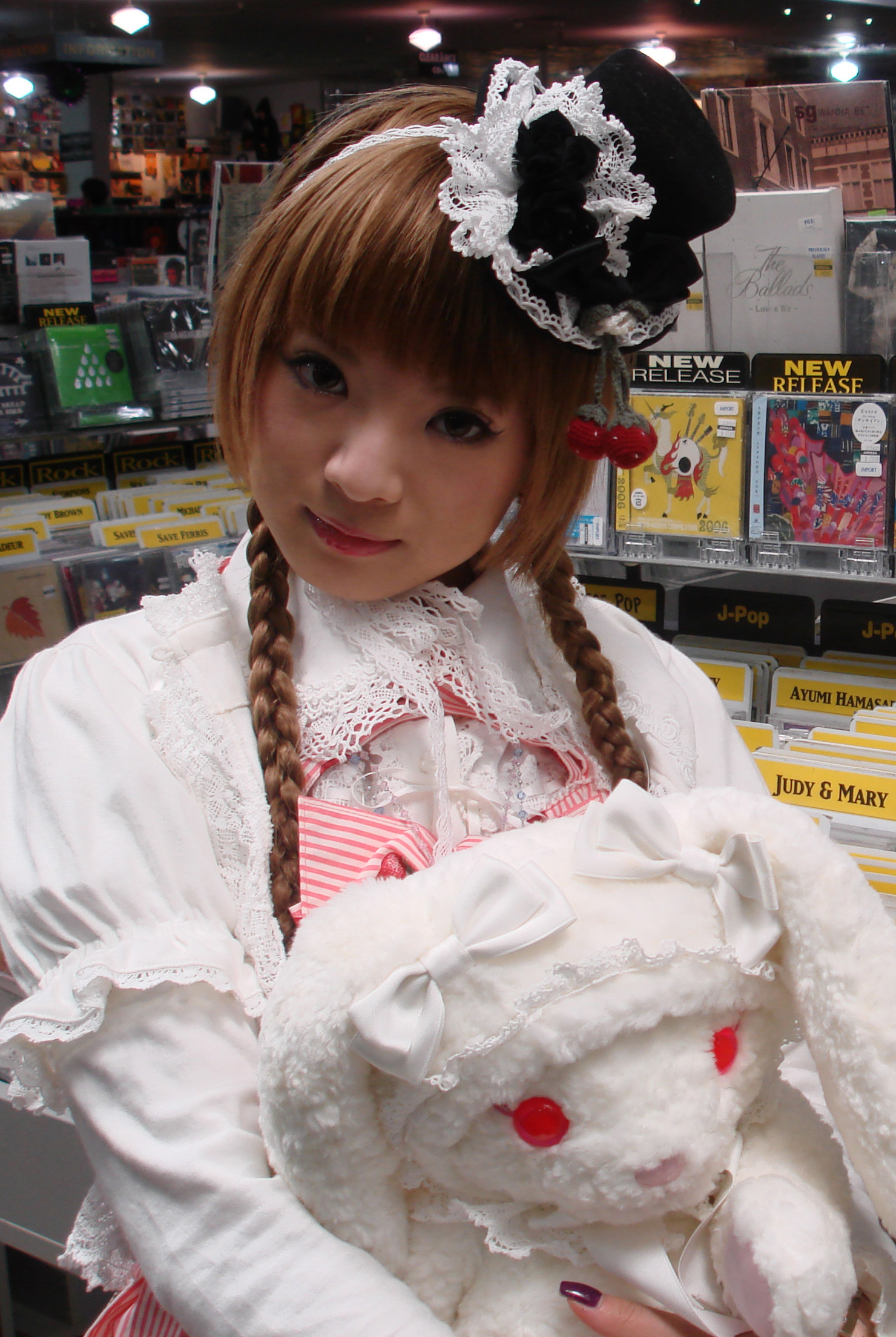
北出菜奈

  - モデル。ファッション雑誌KERAなどでロリータ・ファッションモデルとして活躍。2009年に外務省よりカワイイ大使に任命され海外にロリータ・ファッションを広める活動もしている。2013年2月には「日本ロリータ協会」を設立し、海外への情報発信の基地を得た[51]。
- 雨宮処凛
  - 1998年に愛国パンクバンド「維新赤誠塾」を結成、パンク歌手兼右翼活動家として行動し「ミニスカ右翼」として知られる。少女時代にいじめに遭い、不登校や家出、リストカット、自殺未遂を経験している。現在はゴシックロリータやロリータ・ファッションに身を固めて「ゴスロリ作家」と名乗っている[123]。彼女の著作はファッションについて論じたものは少なく、嶽本野ばらのような洋服の意匠や洋服と人との関係よりも、若者の鬱により重点を置いている[124]。
- 北出菜奈
  - 歌手。デビュー当初は女子高生ロックシンガー路線で売り出していたが、昨今では元々好きだったロリータ・ファッションを前面に押し出し、ロリータ愛好者からの支持も受けている。また、ファッション雑誌KERAでもモデル・コラムにて活躍、パリで開催されたイベントJapan Expoへの参加等、その活動は多岐に渡る。
- 黒色すみれ
  - ゆかとさちの女性2人から成る日本の歌手デュオである。クラシック・ロリータ・ユニット。特にさちは愛らしいルックスからロリータ・ファッションの愛好家からの人気が高い。「ロリータ衣装道楽」においてモデルとして参加協力している[11]。
- 宝野アリカ
  - ALI PROJECTのボーカル。十代の頃からピンクハウス、手作りのロリータ・ファッションやゴシック・アンド・ロリータを愛好しており、現在の歌手活動の際もジャケット撮影やライブでロリータ・ファッションなどを着ておりこれが高じて、自身がデザインを手がけるブランド「少女貴族」を設立する。
- 嶽本野ばら
  - ロリータ・ファッションに関して思い浮かべるであろう書き手であり、1990年代から関西のミニコミ誌でエッセイなどを発表、2000年に「ミシン」で小説家デビューする。「エミリー」「下妻物語」「デウスの棄て児」などの小説のほか、「恋愛の国のアリス」「それいぬ」などのエッセイも手掛ける[125]。嶽本野ばらは「乙女」という独自の言葉を用いており、彼のテキストの読み手はロリータ・ファッションユーザーに留まらない一方、彼の著作「下妻物語」が映像メディアにおいて大々的にロリータ・ファッションの知名度を高めたことや、ロリータ・ファッションが流行として扱われることへの懸念から、彼を嫌悪しているロリータ・ファッションユーザーも多い[126]。
- 田村ゆかり
  - 声優。ロリータ・ファッションの愛好家である。性格や服装の趣味もコテコテしすぎていない甘ロリや、クラシカル系を好んで着用しており、落ち着いている。
- 戸川純
  - 嶽本野ばらが「Gothic & Lolita Bible vol.1」にて「元祖ロリータ」として名前を挙げている[104]。1980年代に活躍したアーティストであり、女優・歌手。豊かなビブラードとロリータボイス、ずば抜けた歌唱力を持っていた。初期のソロライブではロリータ・ファッションを衣装に使っており、他に高級娼婦や、天使や女神などの神話的モチーフを思わせる衣装を纏い、あらゆる形の女性像を自在に演じていた。（※現在もロリータ・ファッションでのライブも多い）自身のバンドの一つ「ヤプーズ」では「ロリータ108号」「それいけロリータ危機一髪」といったロリータ（少女性）を題材にした楽曲も製作している[127]。
- 春奈るな
  - 歌手、モデル。普段からロリータ・ファッションを好んで着用しており、歌手デビューをする前から読者モデルとして活躍していた[128]。これは高校生のときに表参道をロリータ・ファッションで歩いていた際にファッション雑誌『KERA』のスナップ隊に声をかけられたのがきっかけだったという[129]。
- ロリィタ族。
  - タレント、別名「ZOXYDOLL」。
- ロビンちゃん（ロリータタレント）
  - ロリータ・ファッションでクラブに通ううちに世間から注目され、「浅草橋ヤング洋品店」などのTVに出演[40][130]。そのファッションがロボコンに出てくる美少女ロボット「ロビン」に似ているというのでこの名前が付いた[131]。1990年代前半のロリータ・ファッションユーザーに人気のあったブランド・メイドレーンレビューの服を着て、メディアを賑わせた[132]。
- 上坂すみれ
  - 声優。着ると自分が強くなった気がする『装甲』と称し、アイデンティティの確立として中学生からロリータ・ファッションを愛好している。以降、日常生活からすでに卒業した大学への通学時、仕事場やイベント出演時などで広く着用し、特に毎週放送されていた動画生放送では、自前のラインナップで視聴者を楽しませていた。発信先は日本に留まらず、J-FESTへの出演を機にモスクワを訪れた際には、現地のロリータ・ファッション愛好家達とのお茶会にも参加している。「BABY,THE STARS SHINE BRIGHT」を愛用する事が多い。

#### ロリータ・ファッションを作中に登場させている漫画家
作者が実際に愛好しているかどうかにかかわらず、ロリータ・ファッションの登場人物を描き、愛好家に影響を与えた漫画家。
- 楠本まき
  - ゴシックロリータの登場よりも以前から、独特の耽美的な絵柄と「Kiss xxxx」に代表される対照的なほのぼのとしたストーリーで、ロリータテイスト、ゴシックテイストを愛するファンに熱狂的に愛されてきた。彼女の作風からは1980年代後半から90年代前半のロックファンの少女の心境も味わえる。最近の作品は、フェティッシュな絵柄とカルトムービーのような表現が印象的[124]。
- 矢沢あい
  - 「NANA」「ご近所物語」「Paradise Kiss」にパンクスタイルやロリータ・ファッションを描いている。「NANA」の美里など、「ご近所物語」の頃から登場人物のファッションスタイルにロリータスタイルを取り入れている。ゴシックロリータの精神性に重点を置いている三原ミツカズと比べると矢沢あいの視点は、圧倒的にファッションとしてのロリータに置かれており、矢沢あいはゴシックやロリータの精神論には興味がなく、ファッションに夢中な少女たちへの眼差しの中にロリータ・ファッションの少女たちも点描されており、違ったファッションを選びながらも、同じ葛藤に揺れる同世代の女性に共振している様な描写が多い[133]。「Fetish」において、嶽本野ばらと対談した[134]。
- 三原ミツカズ
  - 嶽本野ばらやmanaと並ぶゴシックロリータ文化のリーダー的存在であり、野ばらが乙女をテーマとした「ロリータ文化」を代表する存在なら、三原は「ゴシックロリータ」のイメージに強く影響を与えた漫画家である。三原の作品は特に洋服を緻密に描きこんだファッショナブルな絵柄が印象的で、そのストーリーから社会派と捉えられている[135]。ロリータよりもゴシックアンドロリータのイメージの強い漫画家ではあるが、画集「chocolate」ではゴシック要素のないロリィタも描いている[136]。

### 関連する文化
「セカイと私とロリータファッション」や「ロリータ衣装道楽」などで挙げられた、ロリータ・ファッションと深い関係性のある文化、またはロリータ・ファッションと比較されることが多いもの。
- ゴシック (植田裕子 2005, p. 74)
  - ゴシック小説（ゴシック・ロマンス）(植田裕子 2005, p. 74)
    - ゴス (植田裕子 2005, p. 74)
      - ゴシック・ファッション (植田裕子 2005, p. 74)
        - ゴシック・アンド・ロリータ (植田裕子 2005, p. 74)
- パンク (植田裕子 2005, p. 74)
  - パンク・ファッション (植田裕子 2005, p. 74)
- オリーブ少女 (松浦桃 2007, pp. 46–51)
- 中原淳一や吉屋信子に代表される日本の少女文化 (嶽本野ばら 2010, p. 65)
- ヴィジュアル系 (植田裕子 2005, p. 74)
- オタク (植田裕子 2005, p. 74)
  - コスプレ (植田裕子 2005, p. 74)
    - メイド (巽孝之 2006, p. 95)
      - メイド服 (巽孝之 2006, p. 95)
- ギャル（姫系）(植田裕子 2005)
- 原宿のファッション史